# Lista de asteroides (3001-4000)
Esta é uma lista parcial de asteroides, do asteroide número 3001 até o 4000, inclusive. Veja também o índice com todas as listas disponíveis.

| Objeto Próximos à Terra | Cinturão de asteroides (interno) | Cinturão de asteroides (externo) | Centauro       |
| Cruzador de Marte       | Cinturão de asteroides (meio)    | Troianos de Júpiter              | Transnetuniano |

Veja mais dados de cada asteroide na ligação externa para o Minor Planet Center na última coluna.
Índice: 3001... 3101... 3201... 3301... 3401... 3501... 3601... 3701... 3801... 3901... 

## 3001–3100
| Designação            | Designação | Descoberta  | Descoberta          | Descobridor(es)                            | Categoria | Mais informações / Referência |
| Permanente            | Provisória | Data        | Local               | Descobridor(es)                            | Categoria | Mais informações / Referência |
| --------------------- | ---------- | ----------- | ------------------- | ------------------------------------------ | --------- | ----------------------------- |
| 3001 Michelangelo     | 1982 BC1   | 24 jan 1982 | Anderson Mesa       | E. Bowell                                  | —         | MPC                           |
| 3002 Delasalle        | 1982 FB3   | 20 mar 1982 | La Silla            | H. Debehogne                               | —         | MPC                           |
| 3003 Konček           | 1983 YH    | 28 dez 1983 | Kleť                | A. Mrkos                                   | Brangane  | MPC                           |
| 3004 Knud             | 1976 DD    | 27 fev 1976 | La Silla            | R. M. West                                 | —         | MPC                           |
| 3005 Pervictoralex    | 1979 QK2   | 22 ago 1979 | La Silla            | C.-I. Lagerkvist                           | —         | MPC                           |
| 3006 Livadia          | 1979 SF11  | 24 set 1979 | Nauchnij            | N. S. Chernykh                             | —         | MPC                           |
| 3007 Reaves           | 1979 UC    | 17 out 1979 | Anderson Mesa       | E. Bowell                                  | —         | MPC                           |
| 3008 Nojiri           | 1938 WA    | 17 nov 1938 | Heidelberg          | K. Reinmuth                                | —         | MPC                           |
| 3009 Coventry         | 1973 SM2   | 22 set 1973 | Nauchnij            | N. S. Chernykh                             | —         | MPC                           |
| 3010 Ushakov          | 1978 SB5   | 27 set 1978 | Nauchnij            | L. I. Chernykh                             | —         | MPC                           |
| 3011 Chongqing        | 1978 WM14  | 26 nov 1978 | Nanking             | Purple Mountain Obs.                       | —         | MPC                           |
| 3012 Minsk            | 1979 QU9   | 27 ago 1979 | Nauchnij            | N. S. Chernykh                             | —         | MPC                           |
| 3013 Dobrovoleva      | 1979 SD7   | 23 set 1979 | Nauchnij            | N. S. Chernykh                             | —         | MPC                           |
| 3014 Huangsushu       | 1979 TM    | 11 out 1979 | Nanking             | Purple Mountain Obs.                       | Chloris   | MPC                           |
| 3015 Candy            | 1980 VN    | 9 nov 1980  | Anderson Mesa       | E. Bowell                                  | —         | MPC                           |
| 3016 Meuse            | 1981 EK    | 1 mar 1981  | La Silla            | H. Debehogne, G. DeSanctis                 | —         | MPC                           |
| 3017 Petrovič         | 1981 UL    | 25 out 1981 | Kleť                | A. Mrkos                                   | Phocaea   | MPC                           |
| 3018 Godiva           | 1982 KM    | 21 mai 1982 | Anderson Mesa       | E. Bowell                                  | —         | MPC                           |
| 3019 Kulin            | 1940 AC    | 7 jan 1940  | Konkoly             | G. Kulin                                   | —         | MPC                           |
| 3020 Naudts           | 1949 PR    | 2 ago 1949  | Heidelberg          | K. Reinmuth                                | —         | MPC                           |
| 3021 Lucubratio       | 1967 CB    | 6 fev 1967  | Zimmerwald          | P. Wild                                    | —         | MPC                           |
| 3022 Dobermann        | 1980 SH    | 16 set 1980 | Kleť                | Z. Vávrová                                 | —         | MPC                           |
| 3023 Heard            | 1981 JS    | 5 mai 1981  | Anderson Mesa       | E. Bowell                                  | —         | MPC                           |
| 3024 Hainan           | 1981 UW9   | 23 out 1981 | Nanking             | Purple Mountain Obs.                       | —         | MPC                           |
| 3025 Higson           | 1982 QR    | 20 ago 1982 | Palomar             | C. S. Shoemaker, E. M. Shoemaker           | —         | MPC                           |
| 3026 Sarastro         | 1977 TA1   | 12 out 1977 | Zimmerwald          | P. Wild                                    | —         | MPC                           |
| 3027 Shavarsh         | 1978 PQ2   | 8 ago 1978  | Nauchnij            | N. S. Chernykh                             | —         | MPC                           |
| 3028 Zhangguoxi       | 1978 TA2   | 9 out 1978  | Nanking             | Purple Mountain Obs.                       | Brangane  | MPC                           |
| 3029 Sanders          | 1981 EA8   | 1 mar 1981  | Siding Spring       | S. J. Bus                                  | —         | MPC                           |
| 3030 Vehrenberg       | 1981 EH16  | 1 mar 1981  | Siding Spring       | S. J. Bus                                  | —         | MPC                           |
| 3031 Houston          | 1984 CX    | 8 fev 1984  | Anderson Mesa       | E. Bowell                                  | —         | MPC                           |
| 3032 Evans            | 1984 CA1   | 8 fev 1984  | Anderson Mesa       | E. Bowell                                  | —         | MPC                           |
| 3033 Holbaek          | 1984 EJ    | 5 mar 1984  | Brorfelde           | K. Augustesen, P. Jensen, H. J. Fogh Olsen | —         | MPC                           |
| 3034 Climenhaga       | A917 SE    | 24 set 1917 | Heidelberg          | M. F. Wolf                                 | —         | MPC                           |
| 3035 Chambers         | A924 EJ    | 7 mar 1924  | Heidelberg          | K. Reinmuth                                | —         | MPC                           |
| 3036 Krat             | 1937 TO    | 11 out 1937 | Crimea-Simeis       | G. N. Neujmin                              | —         | MPC                           |
| 3037 Alku             | 1944 BA    | 17 jan 1944 | Turku               | Y. Väisälä                                 | —         | MPC                           |
| 3038 Bernes           | 1978 QB3   | 31 ago 1978 | Nauchnij            | N. S. Chernykh                             | —         | MPC                           |
| 3039 Yangel           | 1978 SP2   | 26 set 1978 | Nauchnij            | L. V. Zhuravleva                           | —         | MPC                           |
| 3040 Kozai            | 1979 BA    | 23 jan 1979 | Cerro Tololo        | W. Liller                                  | —         | MPC                           |
| 3041 Webb             | 1980 GD    | 15 abr 1980 | Anderson Mesa       | E. Bowell                                  | Phocaea   | MPC                           |
| 3042 Zelinsky         | 1981 EF10  | 1 mar 1981  | Siding Spring       | S. J. Bus                                  | —         | MPC                           |
| 3043 San Diego        | 1982 SA    | 20 set 1982 | Palomar             | E. F. Helin                                | —         | MPC                           |
| 3044 Saltykov         | 1983 RE3   | 2 set 1983  | Nauchnij            | N. V. Metlova, N. E. Kuročkin              | —         | MPC                           |
| 3045 Alois            | 1984 AW    | 8 jan 1984  | Anderson Mesa       | J. Wagner                                  | —         | MPC                           |
| 3046 Molière          | 4120 P-L   | 24 set 1960 | Palomar             | PLS                                        | —         | MPC                           |
| 3047 Goethe           | 6091 P-L   | 24 set 1960 | Palomar             | PLS                                        | —         | MPC                           |
| 3048 Guangzhou        | 1964 TH1   | 8 out 1964  | Nanking             | Purple Mountain Obs.                       | —         | MPC                           |
| 3049 Kuzbass          | 1968 FH    | 28 mar 1968 | Nauchnij            | T. M. Smirnova                             | —         | MPC                           |
| 3050 Carrera          | 1972 NW    | 13 jul 1972 | Cerro El Roble      | C. Torres                                  | —         | MPC                           |
| 3051 Nantong          | 1974 YP    | 19 dez 1974 | Nanking             | Purple Mountain Obs.                       | —         | MPC                           |
| 3052 Herzen           | 1976 YJ3   | 16 dez 1976 | Nauchnij            | L. I. Chernykh                             | —         | MPC                           |
| 3053 Dresden          | 1977 QS    | 18 ago 1977 | Nauchnij            | N. S. Chernykh                             | —         | MPC                           |
| 3054 Strugatskia      | 1977 RE7   | 11 set 1977 | Nauchnij            | N. S. Chernykh                             | —         | MPC                           |
| 3055 Annapavlova      | 1978 TR3   | 4 out 1978  | Nauchnij            | T. M. Smirnova                             | —         | MPC                           |
| 3056 INAG             | 1978 VD1   | 1 nov 1978  | Caussols            | K. Tomita                                  | —         | MPC                           |
| 3057 Mälaren          | 1981 EG    | 9 mar 1981  | Anderson Mesa       | E. Bowell                                  | —         | MPC                           |
| 3058 Delmary          | 1981 EO17  | 1 mar 1981  | Siding Spring       | S. J. Bus                                  | —         | MPC                           |
| 3059 Pryor            | 1981 EF23  | 3 mar 1981  | Siding Spring       | S. J. Bus                                  | —         | MPC                           |
| 3060 Delcano          | 1982 RD1   | 12 set 1982 | Zimmerwald          | P. Wild                                    | —         | MPC                           |
| 3061 Cook             | 1982 UB1   | 21 out 1982 | Anderson Mesa       | E. Bowell                                  | —         | MPC                           |
| 3062 Wren             | 1982 XC    | 14 dez 1982 | Anderson Mesa       | E. Bowell                                  | Brangane  | MPC                           |
| 3063 Macaão           | 1983 PV    | 4 ago 1983  | Nauchnij            | L. G. Karachkina                           | Vesta     | MPC                           |
| 3064 Zimmer           | 1984 BB1   | 28 jan 1984 | Anderson Mesa       | E. Bowell                                  | —         | MPC                           |
| 3065 Sarahill         | 1984 CV    | 8 fev 1984  | Anderson Mesa       | E. Bowell                                  | —         | MPC                           |
| 3066 McFadden         | 1984 EO    | 1 mar 1984  | Anderson Mesa       | E. Bowell                                  | —         | MPC                           |
| 3067 Akhmatova        | 1982 TE2   | 14 out 1982 | Nauchnij            | L. V. Zhuravleva, L. G. Karachkina         | —         | MPC                           |
| 3068 Khanina          | 1982 YJ1   | 23 dez 1982 | Nauchnij            | L. G. Karachkina                           | —         | MPC                           |
| 3069 Heyrovský        | 1982 UG2   | 16 out 1982 | Kleť                | Z. Vávrová                                 | —         | MPC                           |
| 3070 Aitken           | 1949 GK    | 4 abr 1949  | Brooklyn            | Indiana University                         | —         | MPC                           |
| 3071 Nesterov         | 1973 FT1   | 28 mar 1973 | Nauchnij            | T. M. Smirnova                             | —         | MPC                           |
| 3072 Vilnius          | 1978 RS1   | 5 set 1978  | Nauchnij            | N. S. Chernykh                             | —         | MPC                           |
| 3073 Kursk            | 1979 SW11  | 24 set 1979 | Nauchnij            | N. S. Chernykh                             | Flora     | MPC                           |
| 3074 Popov            | 1979 YE9   | 24 dez 1979 | Nauchnij            | L. V. Zhuravleva                           | —         | MPC                           |
| 3075 Bornmann         | 1981 EY15  | 1 mar 1981  | Siding Spring       | S. J. Bus                                  | —         | MPC                           |
| 3076 Garber           | 1982 RB1   | 13 set 1982 | Harvard Observatory | Oak Ridge Observatory                      | —         | MPC                           |
| 3077 Henderson        | 1982 SK    | 22 set 1982 | Anderson Mesa       | E. Bowell                                  | —         | MPC                           |
| 3078 Horrocks         | 1984 FG    | 31 mar 1984 | Anderson Mesa       | E. Bowell                                  | —         | MPC                           |
| 3079 Schiller         | 2578 P-L   | 24 set 1960 | Palomar             | PLS                                        | —         | MPC                           |
| 3080 Moisseiev        | 1935 TE    | 3 out 1935  | Crimea-Simeis       | P. F. Shajn                                | Phocaea   | MPC                           |
| 3081 Martinůboh       | 1971 UP    | 26 out 1971 | Hamburg-Bergedorf   | L. Kohoutek                                | —         | MPC                           |
| 3082 Dzhalil          | 1972 KE    | 17 mai 1972 | Nauchnij            | T. M. Smirnova                             | —         | MPC                           |
| 3083 OAFA             | 1974 MH    | 17 jun 1974 | El Leoncito         | Félix Aguilar Obs.                         | —         | MPC                           |
| 3084 Kondratyuk       | 1977 QB1   | 19 ago 1977 | Nauchnij            | N. S. Chernykh                             | —         | MPC                           |
| 3085 Donna            | 1980 DA    | 18 fev 1980 | Harvard Observatory | Harvard Obs.                               | —         | MPC                           |
| 3086 Kalbaugh         | 1980 XE    | 4 dez 1980  | Anderson Mesa       | E. Bowell                                  | Juno      | MPC                           |
| 3087 Beatrice Tinsley | 1981 QJ1   | 30 ago 1981 | Lake Tekapo         | A. C. Gilmore, P. M. Kilmartin             | —         | MPC                           |
| 3088 Jinxiuzhonghua   | 1981 UX9   | 24 out 1981 | Nanking             | Purple Mountain Obs.                       | Brangane  | MPC                           |
| 3089 Oujianquan       | 1981 XK2   | 3 dez 1981  | Nanking             | Purple Mountain Obs.                       | —         | MPC                           |
| 3090 Tjossem          | 1982 AN    | 4 jan 1982  | Palomar             | J. Gibson                                  | —         | MPC                           |
| 3091 van den Heuvel   | 6081 P-L   | 24 set 1960 | Palomar             | PLS                                        | —         | MPC                           |
| 3092 Herodotus        | 6550 P-L   | 24 set 1960 | Palomar             | PLS                                        | —         | MPC                           |
| 3093 Bergholz         | 1971 MG    | 28 jun 1971 | Nauchnij            | T. M. Smirnova                             | —         | MPC                           |
| 3094 Chukokkala       | 1979 FE2   | 23 mar 1979 | Nauchnij            | N. S. Chernykh                             | —         | MPC                           |
| 3095 Omarkhayyam      | 1980 RT2   | 8 set 1980  | Nauchnij            | L. V. Zhuravleva                           | —         | MPC                           |
| 3096 Bezruč           | 1981 QC1   | 28 ago 1981 | Kleť                | Z. Vávrová                                 | —         | MPC                           |
| 3097 Tacitus          | 2011 P-L   | 24 set 1960 | Palomar             | PLS                                        | —         | MPC                           |
| 3098 van Sprang       | 4579 P-L   | 24 set 1960 | Palomar             | PLS                                        | —         | MPC                           |
| 3099 Hergenrother     | 1940 GF    | 3 abr 1940  | Turku               | Y. Väisälä                                 | —         | MPC                           |
| 3100 Zimmerman        | 1977 EQ1   | 13 mar 1977 | Nauchnij            | N. S. Chernykh                             | —         | MPC                           |

## 3101–3200
| Designação         | Designação | Descoberta  | Descoberta             | Descobridor(es)                    | Categoria | Mais informações / Referência |
| Permanente         | Provisória | Data        | Local                  | Descobridor(es)                    | Categoria | Mais informações / Referência |
| ------------------ | ---------- | ----------- | ---------------------- | ---------------------------------- | --------- | ----------------------------- |
| 3101 Goldberger    | 1978 GB    | 11 abr 1978 | Palomar                | E. F. Helin, G. Grueff, J. V. Wall | —         | MPC                           |
| 3102 Krok          | 1981 QA    | 21 ago 1981 | Kleť                   | L. Brožek                          | —         | MPC                           |
| 3103 Eger          | 1982 BB    | 20 jan 1982 | Piszkéstető            | M. Lovas                           | —         | MPC                           |
| 3104 Dürer         | 1982 BB1   | 24 jan 1982 | Anderson Mesa          | E. Bowell                          | —         | MPC                           |
| 3105 Stumpff       | A907 PB    | 8 ago 1907  | Heidelberg             | A. Kopff                           | —         | MPC                           |
| 3106 Morabito      | 1981 EE    | 9 mar 1981  | Anderson Mesa          | E. Bowell                          | —         | MPC                           |
| 3107 Weaver        | 1981 JG2   | 5 mai 1981  | Palomar                | C. S. Shoemaker                    | —         | MPC                           |
| 3108 Lyubov        | 1972 QM    | 18 ago 1972 | Nauchnij               | L. V. Zhuravleva                   | —         | MPC                           |
| 3109 Machin        | 1974 DC    | 19 fev 1974 | Hamburg-Bergedorf      | L. Kohoutek                        | —         | MPC                           |
| 3110 Wagman        | 1975 SC    | 28 set 1975 | Anderson Mesa          | H. L. Giclas                       | —         | MPC                           |
| 3111 Misuzu        | 1977 DX8   | 19 fev 1977 | Kiso                   | H. Kosai, K. Furukawa              | —         | MPC                           |
| 3112 Velimir       | 1977 QC5   | 22 ago 1977 | Nauchnij               | N. S. Chernykh                     | —         | MPC                           |
| 3113 Chizhevskij   | 1978 RO    | 1 set 1978  | Nauchnij               | N. S. Chernykh                     | —         | MPC                           |
| 3114 Ercilla       | 1980 FB12  | 19 mar 1980 | Cerro El Roble         | University of Chile                | —         | MPC                           |
| 3115 Baily         | 1981 PL    | 3 ago 1981  | Anderson Mesa          | E. Bowell                          | —         | MPC                           |
| 3116 Goodricke     | 1983 CF    | 11 fev 1983 | Anderson Mesa          | E. Bowell                          | —         | MPC                           |
| 3117 Niepce        | 1983 CM1   | 11 fev 1983 | Anderson Mesa          | N. G. Thomas                       | —         | MPC                           |
| 3118 Claytonsmith  | 1974 OD    | 19 jul 1974 | El Leoncito            | Félix Aguilar Obs.                 | —         | MPC                           |
| 3119 Dobronravin   | 1972 YX    | 30 dez 1972 | Nauchnij               | T. M. Smirnova                     | —         | MPC                           |
| 3120 Dangrania     | 1979 RZ    | 14 set 1979 | Nauchnij               | N. S. Chernykh                     | —         | MPC                           |
| 3121 Tamines       | 1981 EV    | 2 mar 1981  | La Silla               | H. Debehogne, G. DeSanctis         | —         | MPC                           |
| 3122 Florence      | 1981 ET3   | 2 mar 1981  | Siding Spring          | S. J. Bus                          | —         | MPC                           |
| 3123 Dunham        | 1981 QF2   | 30 ago 1981 | Anderson Mesa          | E. Bowell                          | —         | MPC                           |
| 3124 Kansas        | 1981 VB    | 3 nov 1981  | Kitt Peak              | D. J. Tholen                       | —         | MPC                           |
| 3125 Hay           | 1982 BJ1   | 24 jan 1982 | Anderson Mesa          | E. Bowell                          | —         | MPC                           |
| 3126 Davydov       | 1969 TP1   | 8 out 1969  | Nauchnij               | L. I. Chernykh                     | Brangane  | MPC                           |
| 3127 Bagration     | 1973 ST4   | 27 set 1973 | Nauchnij               | L. I. Chernykh                     | —         | MPC                           |
| 3128 Obruchev      | 1979 FJ2   | 23 mar 1979 | Nauchnij               | N. S. Chernykh                     | —         | MPC                           |
| 3129 Bonestell     | 1979 MK2   | 25 jun 1979 | Siding Spring          | E. F. Helin, S. J. Bus             | —         | MPC                           |
| 3130 Hillary       | 1981 YO    | 20 dez 1981 | Kleť                   | A. Mrkos                           | —         | MPC                           |
| 3131 Mason-Dixon   | 1982 BM1   | 24 jan 1982 | Anderson Mesa          | E. Bowell                          | —         | MPC                           |
| 3132 Landgraf      | 1940 WL    | 29 nov 1940 | Turku                  | L. Oterma                          | —         | MPC                           |
| 3133 Sendai        | A907 TC    | 4 out 1907  | Heidelberg             | A. Kopff                           | —         | MPC                           |
| 3134 Kostinsky     | A921 VA    | 5 nov 1921  | Crimea-Simeis          | S. Belyavskyj                      | —         | MPC                           |
| 3135 Lauer         | 1981 EC9   | 1 mar 1981  | Siding Spring          | S. J. Bus                          | —         | MPC                           |
| 3136 Anshan        | 1981 WD4   | 18 nov 1981 | Nanking                | Purple Mountain Obs.               | —         | MPC                           |
| 3137 Horky         | 1982 SM1   | 16 set 1982 | Kleť                   | A. Mrkos                           | —         | MPC                           |
| 3138 Ciney         | 1980 KL    | 22 mai 1980 | La Silla               | H. Debehogne                       | —         | MPC                           |
| 3139 Shantou       | 1980 VL1   | 11 nov 1980 | Nanking                | Purple Mountain Obs.               | —         | MPC                           |
| 3140 Stellafane    | 1983 AO    | 9 jan 1983  | Anderson Mesa          | B. A. Skiff                        | Brangane  | MPC                           |
| 3141 Buchar        | 1984 RH    | 2 set 1984  | Kleť                   | A. Mrkos                           | —         | MPC                           |
| 3142 Kilopi        | 1937 AC    | 9 jan 1937  | Nice                   | A. Patry                           | —         | MPC                           |
| 3143 Genecampbell  | 1980 UA    | 31 out 1980 | Harvard Observatory    | Harvard Obs.                       | —         | MPC                           |
| 3144 Brosche       | 1931 TY1   | 10 out 1931 | Heidelberg             | K. Reinmuth                        | —         | MPC                           |
| 3145 Walter Adams  | 1955 RY    | 14 set 1955 | Brooklyn               | Indiana University                 | —         | MPC                           |
| 3146 Dato          | 1972 KG    | 17 mai 1972 | Nauchnij               | T. M. Smirnova                     | —         | MPC                           |
| 3147 Samantha      | 1976 YU3   | 16 dez 1976 | Nauchnij               | L. I. Chernykh                     | —         | MPC                           |
| 3148 Grechko       | 1979 SA12  | 24 set 1979 | Nauchnij               | N. S. Chernykh                     | —         | MPC                           |
| 3149 Okudzhava     | 1981 SH    | 22 set 1981 | Kleť                   | Z. Vávrová                         | —         | MPC                           |
| 3150 Tosa          | 1983 CB    | 11 fev 1983 | Geisei                 | T. Seki                            | —         | MPC                           |
| 3151 Talbot        | 1983 HF    | 18 abr 1983 | Anderson Mesa          | N. G. Thomas                       | —         | MPC                           |
| 3152 Jones         | 1983 LF    | 7 jun 1983  | Lake Tekapo            | A. C. Gilmore, P. M. Kilmartin     | Hygiea    | MPC                           |
| 3153 Lincoln       | 1984 SH3   | 28 set 1984 | Anderson Mesa          | B. A. Skiff                        | —         | MPC                           |
| 3154 Grant         | 1984 SO3   | 28 set 1984 | Anderson Mesa          | B. A. Skiff                        | —         | MPC                           |
| 3155 Lee           | 1984 SP3   | 28 set 1984 | Anderson Mesa          | B. A. Skiff                        | —         | MPC                           |
| 3156 Ellington     | 1953 EE    | 15 mar 1953 | Uccle                  | A. Schmitt                         | Charis    | MPC                           |
| 3157 Novikov       | 1973 SX3   | 25 set 1973 | Nauchnij               | L. V. Zhuravleva                   | —         | MPC                           |
| 3158 Anga          | 1976 SU2   | 24 set 1976 | Nauchnij               | N. S. Chernykh                     | —         | MPC                           |
| 3159 Prokofʹev     | 1976 US2   | 26 out 1976 | Nauchnij               | T. M. Smirnova                     | —         | MPC                           |
| 3160 Angerhofer    | 1980 LE    | 14 jun 1980 | Anderson Mesa          | E. Bowell                          | —         | MPC                           |
| 3161 Beadell       | 1980 TB5   | 9 out 1980  | Palomar                | C. S. Shoemaker                    | —         | MPC                           |
| 3162 Nostalgia     | 1980 YH    | 16 dez 1980 | Anderson Mesa          | E. Bowell                          | —         | MPC                           |
| 3163 Randi         | 1981 QM    | 28 ago 1981 | Palomar                | C. T. Kowal                        | —         | MPC                           |
| 3164 Prast         | 6562 P-L   | 24 set 1960 | Palomar                | PLS                                | —         | MPC                           |
| 3165 Mikawa        | 1984 QE    | 31 ago 1984 | Toyota                 | K. Suzuki, T. Urata                | —         | MPC                           |
| 3166 Klondike      | 1940 FG    | 30 mar 1940 | Turku                  | Y. Väisälä                         | —         | MPC                           |
| 3167 Babcock       | 1955 RS    | 13 set 1955 | Brooklyn               | Indiana University                 | —         | MPC                           |
| 3168 Lomnický Štít | 1980 XM    | 1 dez 1980  | Kleť                   | A. Mrkos                           | Brangane  | MPC                           |
| 3169 Ostro         | 1981 LA    | 4 jun 1981  | Anderson Mesa          | E. Bowell                          | Juno      | MPC                           |
| 3170 Dzhanibekov   | 1979 SS11  | 24 set 1979 | Nauchnij               | N. S. Chernykh                     | —         | MPC                           |
| 3171 Wangshouguan  | 1979 WO    | 19 nov 1979 | Nanking                | Purple Mountain Obs.               | —         | MPC                           |
| 3172 Hirst         | 1981 WW    | 24 nov 1981 | Anderson Mesa          | E. Bowell                          | —         | MPC                           |
| 3173 McNaught      | 1981 WY    | 24 nov 1981 | Anderson Mesa          | E. Bowell                          | —         | MPC                           |
| 3174 Alcock        | 1984 UV    | 26 out 1984 | Anderson Mesa          | E. Bowell                          | —         | MPC                           |
| 3175 Netto         | 1979 YP    | 16 dez 1979 | La Silla               | H. Debehogne, E. R. Netto          | —         | MPC                           |
| 3176 Paolicchi     | 1980 VR1   | 13 nov 1980 | Piszkéstető            | Z. Knežević                        | —         | MPC                           |
| 3177 Chillicothe   | 1934 AK    | 8 jan 1934  | Flagstaff              | H. L. Giclas                       | —         | MPC                           |
| 3178 Yoshitsune    | 1984 WA    | 21 nov 1984 | Toyota                 | K. Suzuki, T. Urata                | —         | MPC                           |
| 3179 Beruti        | 1962 FA    | 31 mar 1962 | La Plata Observatory   | La Plata Obs.                      | —         | MPC                           |
| 3180 Morgan        | 1962 RO    | 7 set 1962  | Brooklyn               | Indiana University                 | —         | MPC                           |
| 3181 Ahnert        | 1964 EC    | 8 mar 1964  | Tautenburg Observatory | F. Börngen                         | —         | MPC                           |
| 3182 Shimanto      | 1984 WC    | 27 nov 1984 | Geisei                 | T. Seki                            | Phocaea   | MPC                           |
| 3183 Franzkaiser   | 1949 PP    | 2 ago 1949  | Heidelberg             | K. Reinmuth                        | —         | MPC                           |
| 3184 Raab          | 1949 QC    | 22 ago 1949 | Johannesburg           | E. L. Johnson                      | —         | MPC                           |
| 3185 Clintford     | 1953 VY1   | 11 nov 1953 | Brooklyn               | Indiana University                 | —         | MPC                           |
| 3186 Manuilova     | 1973 SD3   | 22 set 1973 | Nauchnij               | N. S. Chernykh                     | —         | MPC                           |
| 3187 Dalian        | 1977 TO3   | 10 out 1977 | Nanking                | Purple Mountain Obs.               | —         | MPC                           |
| 3188 Jekabsons     | 1978 OM    | 28 jul 1978 | Bickley                | Perth Obs.                         | —         | MPC                           |
| 3189 Penza         | 1978 RF6   | 13 set 1978 | Nauchnij               | N. S. Chernykh                     | —         | MPC                           |
| 3190 Aposhanskij   | 1978 SR6   | 26 set 1978 | Nauchnij               | L. V. Zhuravleva                   | Brangane  | MPC                           |
| 3191 Svanetia      | 1979 SX9   | 22 set 1979 | Nauchnij               | N. S. Chernykh                     | —         | MPC                           |
| 3192 A'Hearn       | 1982 BY1   | 30 jan 1982 | Anderson Mesa          | E. Bowell                          | —         | MPC                           |
| 3193 Elliot        | 1982 DJ    | 20 fev 1982 | Anderson Mesa          | E. Bowell                          | —         | MPC                           |
| 3194 Dorsey        | 1982 KD1   | 27 mai 1982 | Palomar                | C. S. Shoemaker                    | Brangane  | MPC                           |
| 3195 Fedchenko     | 1978 PT2   | 8 ago 1978  | Nauchnij               | N. S. Chernykh                     | —         | MPC                           |
| 3196 Maklaj        | 1978 RY    | 1 set 1978  | Nauchnij               | N. S. Chernykh                     | —         | MPC                           |
| 3197 Weissman      | 1981 AD    | 1 jan 1981  | Anderson Mesa          | E. Bowell                          | —         | MPC                           |
| 3198 Wallonia      | 1981 YH1   | 30 dez 1981 | Haute-Provence         | F. Dossin                          | —         | MPC                           |
| 3199 Nefertiti     | 1982 RA    | 13 set 1982 | Palomar                | C. S. Shoemaker, E. M. Shoemaker   | —         | MPC                           |
| 3200 Faetonte      | 1983 TB    | 11 out 1983 | IRAS                   | IRAS                               | —         | MPC                           |

## 3201–3300
| Designação          | Designação | Descoberta  | Descoberta             | Descobridor(es)                  | Categoria | Mais informações / Referência |
| Permanente          | Provisória | Data        | Local                  | Descobridor(es)                  | Categoria | Mais informações / Referência |
| ------------------- | ---------- | ----------- | ---------------------- | -------------------------------- | --------- | ----------------------------- |
| 3201 Sijthoff       | 6560 P-L   | 24 set 1960 | Palomar                | PLS                              | —         | MPC                           |
| 3202 Graff          | A908 AA    | 3 jan 1908  | Heidelberg             | M. F. Wolf                       | Juno      | MPC                           |
| 3203 Huth           | 1938 SL    | 18 set 1938 | Sonneberg              | C. Hoffmeister                   | —         | MPC                           |
| 3204 Lindgren       | 1978 RH    | 1 set 1978  | Nauchnij               | N. S. Chernykh                   | —         | MPC                           |
| 3205 Boksenberg     | 1979 MO6   | 25 jun 1979 | Siding Spring          | E. F. Helin, S. J. Bus           | —         | MPC                           |
| 3206 Wuhan          | 1980 VN1   | 13 nov 1980 | Nanking                | Purple Mountain Obs.             | —         | MPC                           |
| 3207 Spinrad        | 1981 EY25  | 2 mar 1981  | Siding Spring          | S. J. Bus                        | —         | MPC                           |
| 3208 Lunn           | 1981 JM    | 3 mai 1981  | Anderson Mesa          | E. Bowell                        | —         | MPC                           |
| 3209 Buchwald       | 1982 BL1   | 24 jan 1982 | Anderson Mesa          | E. Bowell                        | —         | MPC                           |
| 3210 Lupishko       | 1983 WH1   | 29 nov 1983 | Anderson Mesa          | E. Bowell                        | —         | MPC                           |
| 3211 Louispharailda | 1931 CE    | 10 fev 1931 | Williams Bay           | G. Van Biesbroeck                | —         | MPC                           |
| 3212 Agricola       | 1938 DH2   | 19 fev 1938 | Turku                  | Y. Väisälä                       | —         | MPC                           |
| 3213 Smolensk       | 1977 NQ    | 14 jul 1977 | Nauchnij               | N. S. Chernykh                   | —         | MPC                           |
| 3214 Makarenko      | 1978 TZ6   | 2 out 1978  | Nauchnij               | L. V. Zhuravleva                 | Brangane  | MPC                           |
| 3215 Lapko          | 1980 BQ    | 23 jan 1980 | Nauchnij               | L. G. Karachkina                 | —         | MPC                           |
| 3216 Harrington     | 1980 RB    | 4 set 1980  | Anderson Mesa          | E. Bowell                        | —         | MPC                           |
| 3217 Seidelmann     | 1980 RK    | 2 set 1980  | Anderson Mesa          | E. Bowell                        | —         | MPC                           |
| 3218 Delphine       | 6611 P-L   | 24 set 1960 | Palomar                | PLS                              | —         | MPC                           |
| 3219 Komaki         | 1934 CX    | 4 fev 1934  | Heidelberg             | K. Reinmuth                      | —         | MPC                           |
| 3220 Murayama       | 1951 WF    | 22 nov 1951 | Nice                   | M. Laugier                       | —         | MPC                           |
| 3221 Changshi       | 1981 XF2   | 2 dez 1981  | Nanking                | Purple Mountain Obs.             | —         | MPC                           |
| 3222 Liller         | 1983 NJ    | 10 jul 1983 | Anderson Mesa          | E. Bowell                        | —         | MPC                           |
| 3223 Forsius        | 1942 RN    | 7 set 1942  | Turku                  | Y. Väisälä                       | —         | MPC                           |
| 3224 Irkutsk        | 1977 RL6   | 11 set 1977 | Nauchnij               | N. S. Chernykh                   | —         | MPC                           |
| 3225 Hoag           | 1982 QQ    | 20 ago 1982 | Palomar                | C. S. Shoemaker, E. M. Shoemaker | —         | MPC                           |
| 3226 Plinius        | 6565 P-L   | 24 set 1960 | Palomar                | PLS                              | —         | MPC                           |
| 3227 Hasegawa       | 1928 DF    | 24 fev 1928 | Heidelberg             | K. Reinmuth                      | —         | MPC                           |
| 3228 Pire           | 1935 CL    | 8 fev 1935  | Uccle                  | S. Arend                         | —         | MPC                           |
| 3229 Solnhofen      | A916 PC    | 9 ago 1916  | Hamburg-Bergedorf      | H. Thiele                        | —         | MPC                           |
| 3230 Vampilov       | 1972 LE    | 8 jun 1972  | Nauchnij               | N. S. Chernykh                   | —         | MPC                           |
| 3231 Mila           | 1972 RU2   | 4 set 1972  | Nauchnij               | L. V. Zhuravleva                 | —         | MPC                           |
| 3232 Brest          | 1974 SL    | 19 set 1974 | Nauchnij               | L. I. Chernykh                   | Brangane  | MPC                           |
| 3233 Krišbarons     | 1977 RA6   | 9 set 1977  | Nauchnij               | N. S. Chernykh                   | —         | MPC                           |
| 3234 Hergiani       | 1978 QO2   | 31 ago 1978 | Nauchnij               | N. S. Chernykh                   | —         | MPC                           |
| 3235 Melchior       | 1981 EL1   | 6 mar 1981  | La Silla               | H. Debehogne, G. DeSanctis       | —         | MPC                           |
| 3236 Strand         | 1982 BH1   | 24 jan 1982 | Anderson Mesa          | E. Bowell                        | —         | MPC                           |
| 3237 Victorplatt    | 1984 SA5   | 25 set 1984 | Palomar                | J. Platt                         | Brangane  | MPC                           |
| 3238 Timresovia     | 1975 VB9   | 8 nov 1975  | Nauchnij               | N. S. Chernykh                   | —         | MPC                           |
| 3239 Meizhou        | 1978 UJ2   | 29 out 1978 | Nanking                | Purple Mountain Obs.             | —         | MPC                           |
| 3240 Laocoon        | 1978 VG6   | 7 nov 1978  | Palomar                | E. F. Helin, S. J. Bus           | —         | MPC                           |
| 3241 Yeshuhua       | 1978 WH14  | 28 nov 1978 | Nanking                | Purple Mountain Obs.             | —         | MPC                           |
| 3242 Bakhchisaraj   | 1979 SG9   | 22 set 1979 | Nauchnij               | N. S. Chernykh                   | Phocaea   | MPC                           |
| 3243 Skytel         | 1980 DC    | 19 fev 1980 | Harvard Observatory    | Harvard Obs.                     | —         | MPC                           |
| 3244 Petronius      | 4008 P-L   | 24 set 1960 | Palomar                | PLS                              | —         | MPC                           |
| 3245 Jensch         | 1973 UL5   | 27 out 1973 | Tautenburg Observatory | F. Börngen                       | —         | MPC                           |
| 3246 Bidstrup       | 1976 GQ3   | 1 abr 1976  | Nauchnij               | N. S. Chernykh                   | —         | MPC                           |
| 3247 Di Martino     | 1981 YE    | 30 dez 1981 | Anderson Mesa          | E. Bowell                        | —         | MPC                           |
| 3248 Farinella      | 1982 FK    | 21 mar 1982 | Anderson Mesa          | E. Bowell                        | —         | MPC                           |
| 3249 Musashino      | 1977 DT4   | 18 fev 1977 | Kiso                   | H. Kosai, K. Furukawa            | —         | MPC                           |
| 3250 Martebo        | 1979 EB    | 6 mar 1979  | Mount Stromlo          | C.-I. Lagerkvist                 | Brangane  | MPC                           |
| 3251 Eratosthenes   | 6536 P-L   | 24 set 1960 | Palomar                | PLS                              | —         | MPC                           |
| 3252 Johnny         | 1981 EM4   | 2 mar 1981  | Siding Spring          | S. J. Bus                        | Phocaea   | MPC                           |
| 3253 Gradie         | 1982 HQ1   | 28 abr 1982 | Anderson Mesa          | E. Bowell                        | —         | MPC                           |
| 3254 Bus            | 1982 UM    | 17 out 1982 | Anderson Mesa          | E. Bowell                        | Juno      | MPC                           |
| 3255 Tholen         | 1980 RA    | 2 set 1980  | Anderson Mesa          | E. Bowell                        | —         | MPC                           |
| 3256 Daguerre       | 1981 SJ1   | 26 set 1981 | Anderson Mesa          | B. A. Skiff, N. G. Thomas        | —         | MPC                           |
| 3257 Hanzlík        | 1982 GG    | 15 abr 1982 | Kleť                   | A. Mrkos                         | —         | MPC                           |
| 3258 Somnium        | 1983 RJ    | 8 set 1983  | Zimmerwald             | P. Wild                          | —         | MPC                           |
| 3259 Brownlee       | 1984 SZ4   | 25 set 1984 | Palomar                | J. Platt                         | —         | MPC                           |
| 3260 Vizbor         | 1974 SO2   | 20 set 1974 | Nauchnij               | L. V. Zhuravleva                 | —         | MPC                           |
| 3261 Tvardovskij    | 1979 SF9   | 22 set 1979 | Nauchnij               | N. S. Chernykh                   | —         | MPC                           |
| 3262 Miune          | 1983 WB    | 28 nov 1983 | Geisei                 | T. Seki                          | —         | MPC                           |
| 3263 Bligh          | 1932 CN    | 5 fev 1932  | Heidelberg             | K. Reinmuth                      | —         | MPC                           |
| 3264 Bounty         | 1934 AF    | 7 jan 1934  | Heidelberg             | K. Reinmuth                      | —         | MPC                           |
| 3265 Fletcher       | 1953 VN2   | 9 nov 1953  | Heidelberg             | K. Reinmuth                      | —         | MPC                           |
| 3266 Bernardus      | 1978 PA    | 11 ago 1978 | La Silla               | H.-E. Schuster                   | —         | MPC                           |
| 3267 Glo            | 1981 AA    | 3 jan 1981  | Anderson Mesa          | E. Bowell                        | —         | MPC                           |
| 3268 De Sanctis     | 1981 DD    | 26 fev 1981 | La Silla               | H. Debehogne, G. DeSanctis       | —         | MPC                           |
| 3269 Vibert-Douglas | 1981 EX16  | 6 mar 1981  | Siding Spring          | S. J. Bus                        | —         | MPC                           |
| 3270 Dudley         | 1982 DA    | 18 fev 1982 | Palomar                | C. S. Shoemaker, S. J. Bus       | —         | MPC                           |
| 3271 Ul             | 1982 RB    | 14 set 1982 | La Silla               | H.-E. Schuster                   | —         | MPC                           |
| 3272 Tillandz       | 1938 DB1   | 24 fev 1938 | Turku                  | Y. Väisälä                       | —         | MPC                           |
| 3273 Drukar         | 1975 TS2   | 3 out 1975  | Nauchnij               | L. I. Chernykh                   | —         | MPC                           |
| 3274 Maillen        | 1981 QO2   | 23 ago 1981 | La Silla               | H. Debehogne                     | —         | MPC                           |
| 3275 Oberndorfer    | 1982 HE1   | 25 abr 1982 | Anderson Mesa          | E. Bowell                        | —         | MPC                           |
| 3276 Porta Coeli    | 1982 RZ1   | 15 set 1982 | Kleť                   | A. Mrkos                         | —         | MPC                           |
| 3277 Aaronson       | 1984 AF1   | 8 jan 1984  | Anderson Mesa          | E. Bowell                        | —         | MPC                           |
| 3278 Běhounek       | 1984 BT    | 27 jan 1984 | Kleť                   | A. Mrkos                         | —         | MPC                           |
| 3279 Solon          | 9103 P-L   | 17 out 1960 | Palomar                | PLS                              | —         | MPC                           |
| 3280 Grétry         | 1933 SJ    | 17 set 1933 | Uccle                  | F. Rigaux                        | —         | MPC                           |
| 3281 Maupertuis     | 1938 DZ    | 24 fev 1938 | Turku                  | Y. Väisälä                       | —         | MPC                           |
| 3282 Spencer Jones  | 1949 DA    | 19 fev 1949 | Brooklyn               | Indiana University               | —         | MPC                           |
| 3283 Skorina        | 1979 QA10  | 27 ago 1979 | Nauchnij               | N. S. Chernykh                   | —         | MPC                           |
| 3284 Niebuhr        | 1953 NB    | 13 jul 1953 | Johannesburg           | J. A. Bruwer                     | —         | MPC                           |
| 3285 Ruth Wolfe     | 1983 VW1   | 5 nov 1983  | Palomar                | C. S. Shoemaker                  | —         | MPC                           |
| 3286 Anatoliya      | 1980 BV    | 23 jan 1980 | Nauchnij               | L. G. Karachkina                 | —         | MPC                           |
| 3287 Olmstead       | 1981 DK1   | 28 fev 1981 | Siding Spring          | S. J. Bus                        | —         | MPC                           |
| 3288 Seleucus       | 1982 DV    | 28 fev 1982 | La Silla               | H.-E. Schuster                   | —         | MPC                           |
| 3289 Mitani         | 1934 RP    | 7 set 1934  | Heidelberg             | K. Reinmuth                      | —         | MPC                           |
| 3290 Azabu          | 1973 SZ1   | 19 set 1973 | Palomar                | PLS                              | Juno      | MPC                           |
| 3291 Dunlap         | 1982 VX3   | 14 nov 1982 | Kiso                   | H. Kosai, K. Furukawa            | —         | MPC                           |
| 3292 Sather         | 2631 P-L   | 24 set 1960 | Palomar                | PLS                              | —         | MPC                           |
| 3293 Rontaylor      | 4650 P-L   | 24 set 1960 | Palomar                | PLS                              | —         | MPC                           |
| 3294 Carlvesely     | 6563 P-L   | 24 set 1960 | Palomar                | PLS                              | —         | MPC                           |
| 3295 Murakami       | 1950 DH    | 17 fev 1950 | Heidelberg             | K. Reinmuth                      | —         | MPC                           |
| 3296 Bosque Alegre  | 1975 SF    | 30 set 1975 | El Leoncito            | Félix Aguilar Obs.               | Phocaea   | MPC                           |
| 3297 Hong Kong      | 1978 WN14  | 26 nov 1978 | Nanking                | Purple Mountain Obs.             | —         | MPC                           |
| 3298 Massandra      | 1979 OB15  | 21 jul 1979 | Nauchnij               | N. S. Chernykh                   | —         | MPC                           |
| 3299 Hall           | 1980 TX5   | 10 out 1980 | Palomar                | C. S. Shoemaker                  | —         | MPC                           |
| 3300 McGlasson      | 1928 NA    | 10 jul 1928 | Johannesburg           | H. E. Wood                       | —         | MPC                           |

## 3301–3400
| Designação         | Designação | Descoberta  | Descoberta             | Descobridor(es)                  | Categoria | Mais informações / Referência |
| Permanente         | Provisória | Data        | Local                  | Descobridor(es)                  | Categoria | Mais informações / Referência |
| ------------------ | ---------- | ----------- | ---------------------- | -------------------------------- | --------- | ----------------------------- |
| 3301 Jansje        | 1978 CT    | 6 fev 1978  | Bickley                | Perth Obs.                       | —         | MPC                           |
| 3302 Schliemann    | 1977 RS6   | 11 set 1977 | Nauchnij               | N. S. Chernykh                   | —         | MPC                           |
| 3303 Merta         | 1967 UN    | 30 out 1967 | Hamburg-Bergedorf      | L. Kohoutek                      | —         | MPC                           |
| 3304 Pearce        | 1981 EQ21  | 2 mar 1981  | Siding Spring          | S. J. Bus                        | —         | MPC                           |
| 3305 Ceadams       | 1985 KB    | 21 mai 1985 | Lake Tekapo            | A. C. Gilmore, P. M. Kilmartin   | Phocaea   | MPC                           |
| 3306 Byron         | 1979 SM11  | 24 set 1979 | Nauchnij               | N. S. Chernykh                   | —         | MPC                           |
| 3307 Athabasca     | 1981 DE1   | 28 fev 1981 | Siding Spring          | S. J. Bus                        | —         | MPC                           |
| 3308 Ferreri       | 1981 EP    | 1 mar 1981  | La Silla               | H. Debehogne, G. DeSanctis       | —         | MPC                           |
| 3309 Brorfelde     | 1982 BH    | 28 jan 1982 | Brorfelde              | K. S. Jensen                     | —         | MPC                           |
| 3310 Patsy         | 1931 TS2   | 9 out 1931  | Flagstaff              | C. W. Tombaugh                   | Brangane  | MPC                           |
| 3311 Podobed       | 1976 QM1   | 26 ago 1976 | Nauchnij               | N. S. Chernykh                   | —         | MPC                           |
| 3312 Pedersen      | 1984 SN    | 24 set 1984 | Brorfelde              | Copenhagen Obs.                  | Brangane  | MPC                           |
| 3313 Mendel        | 1980 DG    | 19 fev 1980 | Kleť                   | A. Mrkos                         | —         | MPC                           |
| 3314 Beals         | 1981 FH    | 30 mar 1981 | Anderson Mesa          | E. Bowell                        | —         | MPC                           |
| 3315 Chant         | 1984 CZ    | 8 fev 1984  | Anderson Mesa          | E. Bowell                        | —         | MPC                           |
| 3316 Herzberg      | 1984 CN1   | 6 fev 1984  | Anderson Mesa          | E. Bowell                        | —         | MPC                           |
| 3317 Páris         | 1984 KF    | 26 mai 1984 | Palomar                | C. S. Shoemaker, E. M. Shoemaker | —         | MPC                           |
| 3318 Blixen        | 1985 HB    | 23 abr 1985 | Brorfelde              | K. Augustesen, P. Jensen         | Brangane  | MPC                           |
| 3319 Kibi          | 1977 EJ5   | 12 mar 1977 | Kiso                   | H. Kosai, K. Furukawa            | Ursula    | MPC                           |
| 3320 Namba         | 1982 VZ4   | 14 nov 1982 | Kiso                   | H. Kosai, K. Furukawa            | —         | MPC                           |
| 3321 Dasha         | 1975 TZ2   | 3 out 1975  | Nauchnij               | L. I. Chernykh                   | —         | MPC                           |
| 3322 Lidiya        | 1975 XY1   | 1 dez 1975  | Nauchnij               | T. M. Smirnova                   | —         | MPC                           |
| 3323 Turgenev      | 1979 SY9   | 22 set 1979 | Nauchnij               | N. S. Chernykh                   | —         | MPC                           |
| 3324 Avsyuk        | 1983 CW1   | 4 fev 1983  | Kleť                   | A. Mrkos                         | —         | MPC                           |
| 3325 TARDIS        | 1984 JZ    | 3 mai 1984  | Anderson Mesa          | B. A. Skiff                      | —         | MPC                           |
| 3326 Agafonikov    | 1985 FL    | 20 mar 1985 | Kleť                   | A. Mrkos                         | —         | MPC                           |
| 3327 Campins       | 1985 PW    | 14 ago 1985 | Anderson Mesa          | E. Bowell                        | —         | MPC                           |
| 3328 Interposita   | 1985 QD1   | 21 ago 1985 | Zimmerwald             | T. Schildknecht                  | Brangane  | MPC                           |
| 3329 Golay         | 1985 RT1   | 12 set 1985 | Zimmerwald             | P. Wild                          | —         | MPC                           |
| 3330 Gantrisch     | 1985 RU1   | 12 set 1985 | Zimmerwald             | T. Schildknecht                  | —         | MPC                           |
| 3331 Kvistaberg    | 1979 QS    | 22 ago 1979 | La Silla               | C.-I. Lagerkvist                 | —         | MPC                           |
| 3332 Raksha        | 1978 NT1   | 4 jul 1978  | Nauchnij               | L. I. Chernykh                   | —         | MPC                           |
| 3333 Schaber       | 1980 TG5   | 9 out 1980  | Palomar                | C. S. Shoemaker                  | —         | MPC                           |
| 3334 Somov         | 1981 YR    | 20 dez 1981 | Kleť                   | A. Mrkos                         | —         | MPC                           |
| 3335 Quanzhou      | 1966 AA    | 1 jan 1966  | Nanking                | Purple Mountain Obs.             | —         | MPC                           |
| 3336 Grygar        | 1971 UX    | 26 out 1971 | Hamburg-Bergedorf      | L. Kohoutek                      | —         | MPC                           |
| 3337 Miloš         | 1971 UG1   | 26 out 1971 | Hamburg-Bergedorf      | L. Kohoutek                      | —         | MPC                           |
| 3338 Richter       | 1973 UX5   | 28 out 1973 | Tautenburg Observatory | F. Börngen                       | —         | MPC                           |
| 3339 Treshnikov    | 1978 LB    | 6 jun 1978  | Kleť                   | A. Mrkos                         | —         | MPC                           |
| 3340 Yinhai        | 1979 TK    | 12 out 1979 | Nanking                | Purple Mountain Obs.             | —         | MPC                           |
| 3341 Hartmann      | 1980 OD    | 17 jul 1980 | Anderson Mesa          | E. Bowell                        | —         | MPC                           |
| 3342 Fivesparks    | 1982 BD3   | 27 jan 1982 | Harvard Observatory    | Oak Ridge Observatory            | —         | MPC                           |
| 3343 Nedzel        | 1982 HS    | 28 abr 1982 | Socorro                | Lincoln Lab ETS                  | —         | MPC                           |
| 3344 Modena        | 1982 JA    | 15 mai 1982 | Bologna                | San Vittore Obs.                 | —         | MPC                           |
| 3345 Tarkovskij    | 1982 YC1   | 23 dez 1982 | Nauchnij               | L. G. Karachkina                 | —         | MPC                           |
| 3346 Gerla         | 1951 SD    | 27 set 1951 | Uccle                  | S. Arend                         | —         | MPC                           |
| 3347 Konstantin    | 1975 VN1   | 2 nov 1975  | Nauchnij               | T. M. Smirnova                   | —         | MPC                           |
| 3348 Pokryshkin    | 1978 EA3   | 6 mar 1978  | Nauchnij               | N. S. Chernykh                   | —         | MPC                           |
| 3349 Manas         | 1979 FH2   | 23 mar 1979 | Nauchnij               | N. S. Chernykh                   | —         | MPC                           |
| 3350 Scobee        | 1980 PJ    | 8 ago 1980  | Anderson Mesa          | E. Bowell                        | —         | MPC                           |
| 3351 Smith         | 1980 RN1   | 7 set 1980  | Anderson Mesa          | E. Bowell                        | —         | MPC                           |
| 3352 McAuliffe     | 1981 CW    | 6 fev 1981  | Anderson Mesa          | N. G. Thomas                     | —         | MPC                           |
| 3353 Jarvis        | 1981 YC    | 20 dez 1981 | Anderson Mesa          | E. Bowell                        | —         | MPC                           |
| 3354 McNair        | 1984 CW    | 8 fev 1984  | Anderson Mesa          | E. Bowell                        | —         | MPC                           |
| 3355 Onizuka       | 1984 CC1   | 8 fev 1984  | Anderson Mesa          | E. Bowell                        | —         | MPC                           |
| 3356 Resnik        | 1984 EU    | 6 mar 1984  | Anderson Mesa          | E. Bowell                        | —         | MPC                           |
| 3357 Tolstikov     | 1984 FT    | 21 mar 1984 | Kleť                   | A. Mrkos                         | Brangane  | MPC                           |
| 3358 Anikushin     | 1978 RX    | 1 set 1978  | Nauchnij               | N. S. Chernykh                   | —         | MPC                           |
| 3359 Purcari       | 1978 RA6   | 13 set 1978 | Nauchnij               | N. S. Chernykh                   | —         | MPC                           |
| 3360 Syrinx        | 1981 VA    | 4 nov 1981  | Palomar                | E. F. Helin, R. S. Dunbar        | —         | MPC                           |
| 3361 Orpheus       | 1982 HR    | 24 abr 1982 | Cerro El Roble         | C. Torres                        | —         | MPC                           |
| 3362 Khufu         | 1984 QA    | 30 ago 1984 | Palomar                | R. S. Dunbar, M. A. Barucci      | —         | MPC                           |
| 3363 Bowen         | 1960 EE    | 6 mar 1960  | Brooklyn               | Indiana University               | —         | MPC                           |
| 3364 Zdenka        | 1984 GF    | 5 abr 1984  | Kleť                   | A. Mrkos                         | —         | MPC                           |
| 3365 Recogne       | 1985 CG2   | 13 fev 1985 | La Silla               | H. Debehogne                     | —         | MPC                           |
| 3366 Gödel         | 1985 SD1   | 22 set 1985 | Zimmerwald             | T. Schildknecht                  | Brangane  | MPC                           |
| 3367 Alex          | 1983 CA3   | 15 fev 1983 | Anderson Mesa          | N. G. Thomas                     | —         | MPC                           |
| 3368 Duncombe      | 1985 QT    | 22 ago 1985 | Anderson Mesa          | E. Bowell                        | —         | MPC                           |
| 3369 Freuchen      | 1985 UZ    | 18 out 1985 | Brorfelde              | Copenhagen Obs.                  | —         | MPC                           |
| 3370 Kohsai        | 1934 CU    | 4 fev 1934  | Heidelberg             | K. Reinmuth                      | —         | MPC                           |
| 3371 Giacconi      | 1955 RZ    | 14 set 1955 | Brooklyn               | Indiana University               | —         | MPC                           |
| 3372 Bratijchuk    | 1976 SP4   | 24 set 1976 | Nauchnij               | N. S. Chernykh                   | —         | MPC                           |
| 3373 Koktebelia    | 1978 QQ2   | 31 ago 1978 | Nauchnij               | N. S. Chernykh                   | —         | MPC                           |
| 3374 Namur         | 1980 KO    | 22 mai 1980 | La Silla               | H. Debehogne                     | —         | MPC                           |
| 3375 Amy           | 1981 JY1   | 5 mai 1981  | Palomar                | C. S. Shoemaker                  | —         | MPC                           |
| 3376 Armandhammer  | 1982 UJ8   | 21 out 1982 | Nauchnij               | L. V. Zhuravleva                 | —         | MPC                           |
| 3377 Lodewijk      | 4122 P-L   | 24 set 1960 | Palomar                | PLS                              | —         | MPC                           |
| 3378 Susanvictoria | A922 WB    | 25 nov 1922 | Williams Bay           | G. Van Biesbroeck                | —         | MPC                           |
| 3379 Oishi         | 1931 TJ1   | 6 out 1931  | Heidelberg             | K. Reinmuth                      | —         | MPC                           |
| 3380 Awaji         | 1940 EF    | 15 mar 1940 | Konkoly                | G. Kulin                         | —         | MPC                           |
| 3381 Mikkola       | 1941 UG    | 15 out 1941 | Turku                  | L. Oterma                        | —         | MPC                           |
| 3382 Cassidy       | 1948 RD    | 7 set 1948  | Flagstaff              | H. L. Giclas                     | —         | MPC                           |
| 3383 Koyama        | 1951 AB    | 9 jan 1951  | Heidelberg             | K. Reinmuth                      | —         | MPC                           |
| 3384 Daliya        | 1974 SB1   | 19 set 1974 | Nauchnij               | L. I. Chernykh                   | —         | MPC                           |
| 3385 Bronnina      | 1979 SK11  | 24 set 1979 | Nauchnij               | N. S. Chernykh                   | —         | MPC                           |
| 3386 Klementinum   | 1980 FA    | 16 mar 1980 | Kleť                   | L. Brožek                        | —         | MPC                           |
| 3387 Greenberg     | 1981 WE    | 20 nov 1981 | Anderson Mesa          | E. Bowell                        | Phocaea   | MPC                           |
| 3388 Tsanghinchi   | 1981 YR1   | 21 dez 1981 | Nanking                | Purple Mountain Obs.             | —         | MPC                           |
| 3389 Sinzot        | 1984 DU    | 25 fev 1984 | La Silla               | H. Debehogne                     | —         | MPC                           |
| 3390 Demanet       | 1984 ES1   | 2 mar 1984  | La Silla               | H. Debehogne                     | —         | MPC                           |
| 3391 Sinon         | 1977 DD3   | 18 fev 1977 | Kiso                   | H. Kosai, K. Furukawa            | Vesta     | MPC                           |
| 3392 Setouchi      | 1979 YB    | 17 dez 1979 | Kiso                   | H. Kosai, G. Sasaki              | —         | MPC                           |
| 3393 Štúr          | 1984 WY1   | 28 nov 1984 | Piszkéstető            | M. Antal                         | —         | MPC                           |
| 3394 Banno         | 1986 DB    | 16 fev 1986 | Karasuyama             | S. Inoda                         | —         | MPC                           |
| 3395 Jitka         | 1985 UN    | 20 out 1985 | Kleť                   | A. Mrkos                         | —         | MPC                           |
| 3396 Muazzez       | A915 TE    | 15 out 1915 | Heidelberg             | M. F. Wolf                       | —         | MPC                           |
| 3397 Leyla         | 1964 XA    | 8 dez 1964  | Flagstaff              | R. Burnham, N. G. Thomas         | —         | MPC                           |
| 3398 Stättmayer    | 1978 PC    | 10 ago 1978 | La Silla               | H.-E. Schuster                   | —         | MPC                           |
| 3399 Kobzon        | 1979 SZ9   | 22 set 1979 | Nauchnij               | N. S. Chernykh                   | —         | MPC                           |
| 3400 Aotearoa      | 1981 GX    | 2 abr 1981  | Lake Tekapo            | A. C. Gilmore, P. M. Kilmartin   | —         | MPC                           |

## 3401–3500
| Designação           | Designação | Descoberta  | Descoberta             | Descobridor(es)                  | Categoria | Mais informações / Referência |
| Permanente           | Provisória | Data        | Local                  | Descobridor(es)                  | Categoria | Mais informações / Referência |
| -------------------- | ---------- | ----------- | ---------------------- | -------------------------------- | --------- | ----------------------------- |
| 3401 Vanphilos       | 1981 PA    | 1 ago 1981  | Harvard Observatory    | Harvard Obs.                     | —         | MPC                           |
| 3402 Wisdom          | 1981 PB    | 5 ago 1981  | Anderson Mesa          | E. Bowell                        | —         | MPC                           |
| 3403 Tammy           | 1981 SW    | 25 set 1981 | Socorro                | L. G. Taff                       | —         | MPC                           |
| 3404 Hinderer        | 1934 CY    | 4 fev 1934  | Heidelberg             | K. Reinmuth                      | —         | MPC                           |
| 3405 Daiwensai       | 1964 UQ    | 30 out 1964 | Nanking                | Purple Mountain Obs.             | —         | MPC                           |
| 3406 Omsk            | 1969 DA    | 21 fev 1969 | Nauchnij               | B. A. Burnasheva                 | —         | MPC                           |
| 3407 Jimmysimms      | 1973 DT    | 28 fev 1973 | Hamburg-Bergedorf      | L. Kohoutek                      | —         | MPC                           |
| 3408 Shalamov        | 1977 QG4   | 18 ago 1977 | Nauchnij               | N. S. Chernykh                   | —         | MPC                           |
| 3409 Abramov         | 1977 RE6   | 9 set 1977  | Nauchnij               | N. S. Chernykh                   | —         | MPC                           |
| 3410 Vereshchagin    | 1978 SZ7   | 26 set 1978 | Nauchnij               | L. V. Zhuravleva                 | —         | MPC                           |
| 3411 Debetencourt    | 1980 LK    | 2 jun 1980  | La Silla               | H. Debehogne                     | —         | MPC                           |
| 3412 Kafka           | 1983 AU2   | 10 jan 1983 | Palomar                | R. Kirk, D. Rudy                 | —         | MPC                           |
| 3413 Andriana        | 1983 CB3   | 15 fev 1983 | Anderson Mesa          | N. G. Thomas                     | —         | MPC                           |
| 3414 Champollion     | 1983 DJ    | 19 fev 1983 | Anderson Mesa          | E. Bowell                        | —         | MPC                           |
| 3415 Danby           | 1928 SL    | 22 set 1928 | Heidelberg             | K. Reinmuth                      | Juno      | MPC                           |
| 3416 Dorrit          | 1931 VP    | 8 nov 1931  | Heidelberg             | K. Reinmuth                      | —         | MPC                           |
| 3417 Tamblyn         | 1937 GG    | 1 abr 1937  | Heidelberg             | K. Reinmuth                      | —         | MPC                           |
| 3418 Izvekov         | 1973 QZ1   | 31 ago 1973 | Nauchnij               | T. M. Smirnova                   | —         | MPC                           |
| 3419 Guth            | 1981 JZ    | 8 mai 1981  | Kleť                   | L. Brožek                        | —         | MPC                           |
| 3420 Standish        | 1984 EB    | 1 mar 1984  | Anderson Mesa          | E. Bowell                        | —         | MPC                           |
| 3421 Yangchenning    | 1975 WK1   | 26 nov 1975 | Nanking                | Purple Mountain Obs.             | —         | MPC                           |
| 3422 Reid            | 1978 OJ    | 28 jul 1978 | Bickley                | Perth Obs.                       | —         | MPC                           |
| 3423 Slouka          | 1981 CK    | 9 fev 1981  | Kleť                   | L. Brožek                        | —         | MPC                           |
| 3424 Nušl            | 1982 CD    | 14 fev 1982 | Kleť                   | L. Brožek                        | —         | MPC                           |
| 3425 Hurukawa        | 1929 BD    | 29 jan 1929 | Heidelberg             | K. Reinmuth                      | Brangane  | MPC                           |
| 3426 Seki            | 1932 CQ    | 5 fev 1932  | Heidelberg             | K. Reinmuth                      | —         | MPC                           |
| 3427 Szentmártoni    | 1938 AD    | 6 jan 1938  | Konkoly                | G. Kulin                         | —         | MPC                           |
| 3428 Roberts         | 1952 JH    | 1 mai 1952  | Brooklyn               | Indiana University               | —         | MPC                           |
| 3429 Chuvaev         | 1974 SU1   | 19 set 1974 | Nauchnij               | L. I. Chernykh                   | —         | MPC                           |
| 3430 Bradfield       | 1980 TF4   | 9 out 1980  | Palomar                | C. S. Shoemaker                  | —         | MPC                           |
| 3431 Nakano          | 1984 QC    | 24 ago 1984 | Geisei                 | T. Seki                          | —         | MPC                           |
| 3432 Kobuchizawa     | 1986 EE    | 7 mar 1986  | Kobuchizawa            | M. Inoue, O. Muramatsu, T. Urata | —         | MPC                           |
| 3433 Fehrenbach      | 1963 TJ1   | 15 out 1963 | Brooklyn               | Indiana University               | —         | MPC                           |
| 3434 Hurless         | 1981 VO    | 2 nov 1981  | Anderson Mesa          | B. A. Skiff                      | —         | MPC                           |
| 3435 Boury           | 1981 XC2   | 2 dez 1981  | Haute-Provence         | F. Dossin                        | —         | MPC                           |
| 3436 Ibadinov        | 1976 SS3   | 24 set 1976 | Nauchnij               | N. S. Chernykh                   | —         | MPC                           |
| 3437 Kapitsa         | 1982 UZ5   | 20 out 1982 | Nauchnij               | L. G. Karachkina                 | —         | MPC                           |
| 3438 Inarradas       | 1974 SD5   | 21 set 1974 | El Leoncito            | Félix Aguilar Obs.               | —         | MPC                           |
| 3439 Lebofsky        | 1983 RL2   | 4 set 1983  | Anderson Mesa          | E. Bowell                        | Eos       | MPC                           |
| 3440 Stampfer        | 1950 DD    | 17 fev 1950 | Heidelberg             | K. Reinmuth                      | —         | MPC                           |
| 3441 Pochaina        | 1969 TS1   | 8 out 1969  | Nauchnij               | L. I. Chernykh                   | —         | MPC                           |
| 3442 Yashin          | 1978 TO7   | 2 out 1978  | Nauchnij               | L. V. Zhuravleva                 | —         | MPC                           |
| 3443 Leetsungdao     | 1979 SB1   | 26 set 1979 | Nanking                | Purple Mountain Obs.             | —         | MPC                           |
| 3444 Stepanian       | 1980 RJ2   | 7 set 1980  | Nauchnij               | N. S. Chernykh                   | —         | MPC                           |
| 3445 Pinson          | 1983 FC    | 16 mar 1983 | Anderson Mesa          | E. Barr                          | —         | MPC                           |
| 3446 Combes          | 1942 EB    | 12 mar 1942 | Heidelberg             | K. Reinmuth                      | —         | MPC                           |
| 3447 Burckhalter     | 1956 SC    | 29 set 1956 | Brooklyn               | Indiana University               | —         | MPC                           |
| 3448 Narbut          | 1977 QA5   | 22 ago 1977 | Nauchnij               | N. S. Chernykh                   | —         | MPC                           |
| 3449 Abell           | 1978 VR9   | 7 nov 1978  | Palomar                | E. F. Helin, S. J. Bus           | —         | MPC                           |
| 3450 Dommanget       | 1983 QJ    | 31 ago 1983 | La Silla               | H. Debehogne                     | —         | MPC                           |
| 3451 Mentor          | 1984 HA1   | 19 abr 1984 | Kleť                   | A. Mrkos                         | —         | MPC                           |
| 3452 Hawke           | 1980 OA    | 17 jul 1980 | Anderson Mesa          | E. Bowell                        | —         | MPC                           |
| 3453 Dostoevsky      | 1981 SS5   | 27 set 1981 | Nauchnij               | L. G. Karachkina                 | —         | MPC                           |
| 3454 Lieske          | 1981 WB1   | 24 nov 1981 | Anderson Mesa          | E. Bowell                        | —         | MPC                           |
| 3455 Kristensen      | 1985 QC    | 20 ago 1985 | Anderson Mesa          | E. Bowell                        | —         | MPC                           |
| 3456 Etiennemarey    | 1985 RS2   | 5 set 1985  | La Silla               | H. Debehogne                     | —         | MPC                           |
| 3457 Arnenordheim    | 1985 RA3   | 5 set 1985  | La Silla               | H. Debehogne                     | —         | MPC                           |
| 3458 Boduognat       | 1985 RT3   | 7 set 1985  | La Silla               | H. Debehogne                     | —         | MPC                           |
| 3459 Bodil           | 1986 GB    | 2 abr 1986  | Brorfelde              | P. Jensen                        | —         | MPC                           |
| 3460 Ashkova         | 1973 QB2   | 31 ago 1973 | Nauchnij               | T. M. Smirnova                   | —         | MPC                           |
| 3461 Mandelshtam     | 1977 SA1   | 18 set 1977 | Nauchnij               | N. S. Chernykh                   | —         | MPC                           |
| 3462 Zhouguangzhao   | 1981 UA10  | 25 out 1981 | Nanking                | Purple Mountain Obs.             | —         | MPC                           |
| 3463 Kaokuen         | 1981 XJ2   | 3 dez 1981  | Nanking                | Purple Mountain Obs.             | —         | MPC                           |
| 3464 Owensby         | 1983 BA    | 16 jan 1983 | Anderson Mesa          | E. Bowell                        | —         | MPC                           |
| 3465 Trevires        | 1984 SQ5   | 20 set 1984 | La Silla               | H. Debehogne                     | —         | MPC                           |
| 3466 Ritina          | 1975 EA6   | 6 mar 1975  | Nauchnij               | N. S. Chernykh                   | Chloris   | MPC                           |
| 3467 Bernheim        | 1981 SF2   | 26 set 1981 | Anderson Mesa          | N. G. Thomas                     | —         | MPC                           |
| 3468 Urgenta         | 1975 AM    | 7 jan 1975  | Zimmerwald             | P. Wild                          | Brangane  | MPC                           |
| 3469 Bulgakov        | 1982 UL7   | 21 out 1982 | Nauchnij               | L. G. Karachkina                 | —         | MPC                           |
| 3470 Yaronika        | 1975 ES    | 6 mar 1975  | Nauchnij               | N. S. Chernykh                   | —         | MPC                           |
| 3471 Amelin          | 1977 QK2   | 21 ago 1977 | Nauchnij               | N. S. Chernykh                   | —         | MPC                           |
| 3472 Upgren          | 1981 EJ10  | 1 mar 1981  | Siding Spring          | S. J. Bus                        | —         | MPC                           |
| 3473 Sapporo         | A924 EG    | 7 mar 1924  | Heidelberg             | K. Reinmuth                      | Chloris   | MPC                           |
| 3474 Linsley         | 1962 HE    | 27 abr 1962 | Brooklyn               | Indiana University               | —         | MPC                           |
| 3475 Fichte          | 1972 TD    | 4 out 1972  | Hamburg-Bergedorf      | L. Kohoutek                      | —         | MPC                           |
| 3476 Dongguan        | 1978 UF2   | 28 out 1978 | Nanking                | Purple Mountain Obs.             | —         | MPC                           |
| 3477 Kazbegi         | 1979 KH    | 19 mai 1979 | La Silla               | R. M. West                       | —         | MPC                           |
| 3478 Fanale          | 1979 XG    | 14 dez 1979 | Anderson Mesa          | E. Bowell                        | —         | MPC                           |
| 3479 Malaparte       | 1980 TQ    | 3 out 1980  | Kleť                   | Z. Vávrová                       | —         | MPC                           |
| 3480 Abante          | 1981 GB    | 1 abr 1981  | Anderson Mesa          | E. Bowell                        | —         | MPC                           |
| 3481 Xianglupeak     | 1982 DS6   | 19 fev 1982 | Xinglong               | Peking Obs.                      | —         | MPC                           |
| 3482 Lesnaya         | 1975 VY4   | 2 nov 1975  | Nauchnij               | T. M. Smirnova                   | —         | MPC                           |
| 3483 Svetlov         | 1976 YP2   | 16 dez 1976 | Nauchnij               | L. I. Chernykh                   | Juno      | MPC                           |
| 3484 Neugebauer      | 1978 NE    | 10 jul 1978 | Palomar                | E. F. Helin, E. M. Shoemaker     | —         | MPC                           |
| 3485 Barucci         | 1983 NU    | 11 jul 1983 | Anderson Mesa          | E. Bowell                        | —         | MPC                           |
| 3486 Fulchignoni     | 1984 CR    | 5 fev 1984  | Anderson Mesa          | E. Bowell                        | —         | MPC                           |
| 3487 Edgeworth       | 1978 UF    | 28 out 1978 | Anderson Mesa          | H. L. Giclas                     | Phocaea   | MPC                           |
| 3488 Brahic          | 1980 PM    | 8 ago 1980  | Anderson Mesa          | E. Bowell                        | —         | MPC                           |
| 3489 Lottie          | 1983 AT2   | 10 jan 1983 | Palomar                | K. Herkenhoff, G. Ojakangas      | —         | MPC                           |
| 3490 Šolc            | 1984 SV    | 20 set 1984 | Kleť                   | A. Mrkos                         | —         | MPC                           |
| 3491 Fridolin        | 1984 SM4   | 30 set 1984 | Zimmerwald             | P. Wild                          | —         | MPC                           |
| 3492 Petra-Pepi      | 1985 DQ    | 16 fev 1985 | Kleť                   | M. Mahrová                       | Phocaea   | MPC                           |
| 3493 Stepanov        | 1976 GR6   | 3 abr 1976  | Nauchnij               | N. S. Chernykh                   | —         | MPC                           |
| 3494 Purple Mountain | 1980 XW    | 7 dez 1980  | Nanking                | Purple Mountain Obs.             | —         | MPC                           |
| 3495 Colchagua       | 1981 NU    | 2 jul 1981  | Cerro El Roble         | L. E. González                   | —         | MPC                           |
| 3496 Arieso          | 1977 RC    | 5 set 1977  | La Silla               | H.-E. Schuster                   | —         | MPC                           |
| 3497 Innanen         | 1941 HJ    | 19 abr 1941 | Turku                  | L. Oterma                        | —         | MPC                           |
| 3498 Belton          | 1981 EG14  | 1 mar 1981  | Siding Spring          | S. J. Bus                        | —         | MPC                           |
| 3499 Hoppe           | 1981 VW1   | 3 nov 1981  | Tautenburg Observatory | F. Börngen, K. Kirsch            | —         | MPC                           |
| 3500 Kobayashi       | A919 SD    | 18 set 1919 | Heidelberg             | K. Reinmuth                      | —         | MPC                           |

## 3501–3600
| Designação         | Designação | Descoberta  | Descoberta             | Descobridor(es)                    | Categoria | Mais informações / Referência |
| Permanente         | Provisória | Data        | Local                  | Descobridor(es)                    | Categoria | Mais informações / Referência |
| ------------------ | ---------- | ----------- | ---------------------- | ---------------------------------- | --------- | ----------------------------- |
| 3501 Olegiya       | 1971 QU    | 18 ago 1971 | Nauchnij               | T. M. Smirnova                     | Maria     | MPC                           |
| 3502 Huangpu       | 1964 TR1   | 9 out 1964  | Nanking                | Purple Mountain Obs.               | —         | MPC                           |
| 3503 Brandt        | 1981 EF17  | 1 mar 1981  | Siding Spring          | S. J. Bus                          | Phocaea   | MPC                           |
| 3504 Kholshevnikov | 1981 RV3   | 3 set 1981  | Nauchnij               | N. S. Chernykh                     | —         | MPC                           |
| 3505 Byrd          | 1983 AM    | 9 jan 1983  | Anderson Mesa          | B. A. Skiff                        | Brangane  | MPC                           |
| 3506 French        | 1984 CO1   | 6 fev 1984  | Anderson Mesa          | E. Bowell                          | —         | MPC                           |
| 3507 Vilas         | 1982 UX    | 21 out 1982 | Anderson Mesa          | E. Bowell                          | —         | MPC                           |
| 3508 Pasternak     | 1980 DO5   | 21 fev 1980 | Nauchnij               | L. G. Karachkina                   | —         | MPC                           |
| 3509 Sanshui       | 1978 UH2   | 28 out 1978 | Nanking                | Purple Mountain Obs.               | —         | MPC                           |
| 3510 Veeder        | 1982 TP    | 13 out 1982 | Anderson Mesa          | E. Bowell                          | —         | MPC                           |
| 3511 Tsvetaeva     | 1982 TC2   | 14 out 1982 | Nauchnij               | L. V. Zhuravleva, L. G. Karachkina | —         | MPC                           |
| 3512 Eriepa        | 1984 AC1   | 8 jan 1984  | Anderson Mesa          | J. Wagner                          | —         | MPC                           |
| 3513 Quqinyue      | 1965 UZ    | 16 out 1965 | Nanking                | Purple Mountain Obs.               | —         | MPC                           |
| 3514 Hooke         | 1971 UJ    | 26 out 1971 | Hamburg-Bergedorf      | L. Kohoutek                        | Juno      | MPC                           |
| 3515 Jindra        | 1982 UH2   | 16 out 1982 | Kleť                   | Z. Vávrová                         | —         | MPC                           |
| 3516 Rusheva       | 1982 UH7   | 21 out 1982 | Nauchnij               | L. G. Karachkina                   | —         | MPC                           |
| 3517 Tatianicheva  | 1976 SE1   | 24 set 1976 | Nauchnij               | N. S. Chernykh                     | —         | MPC                           |
| 3518 Florena       | 1977 QC4   | 18 ago 1977 | Nauchnij               | N. S. Chernykh                     | Phocaea   | MPC                           |
| 3519 Ambiorix      | 1984 DO    | 23 fev 1984 | La Silla               | H. Debehogne                       | —         | MPC                           |
| 3520 Klopsteg      | 1952 SG    | 16 set 1952 | Brooklyn               | Indiana University                 | —         | MPC                           |
| 3521 Comrie        | 1982 MH    | 26 jun 1982 | Lake Tekapo            | A. C. Gilmore, P. M. Kilmartin     | —         | MPC                           |
| 3522 Becker        | 1941 SW    | 21 set 1941 | Turku                  | Y. Väisälä                         | —         | MPC                           |
| 3523 Arina         | 1975 TV2   | 3 out 1975  | Nauchnij               | L. I. Chernykh                     | —         | MPC                           |
| 3524 Schulz        | 1981 EE27  | 2 mar 1981  | Siding Spring          | S. J. Bus                          | —         | MPC                           |
| 3525 Paul          | 1983 CX2   | 15 fev 1983 | Anderson Mesa          | N. G. Thomas                       | —         | MPC                           |
| 3526 Jeffbell      | 1984 CN    | 5 fev 1984  | Anderson Mesa          | E. Bowell                          | —         | MPC                           |
| 3527 McCord        | 1985 GE1   | 15 abr 1985 | Anderson Mesa          | E. Bowell                          | —         | MPC                           |
| 3528 Counselman    | 1981 EW3   | 2 mar 1981  | Siding Spring          | S. J. Bus                          | —         | MPC                           |
| 3529 Dowling       | 1981 EQ19  | 2 mar 1981  | Siding Spring          | S. J. Bus                          | —         | MPC                           |
| 3530 Hammel        | 1981 EC20  | 2 mar 1981  | Siding Spring          | S. J. Bus                          | —         | MPC                           |
| 3531 Cruikshank    | 1981 FB    | 30 mar 1981 | Anderson Mesa          | E. Bowell                          | —         | MPC                           |
| 3532 Tracie        | 1983 AS2   | 10 jan 1983 | Palomar                | K. Herkenhoff, G. Ojakangas        | —         | MPC                           |
| 3533 Toyota        | 1986 UE    | 30 out 1986 | Toyota                 | K. Suzuki, T. Urata                | —         | MPC                           |
| 3534 Sax           | 1936 XA    | 15 dez 1936 | Uccle                  | E. Delporte                        | —         | MPC                           |
| 3535 Ditte         | 1979 SN11  | 24 set 1979 | Nauchnij               | N. S. Chernykh                     | —         | MPC                           |
| 3536 Schleicher    | 1981 EV20  | 2 mar 1981  | Siding Spring          | S. J. Bus                          | —         | MPC                           |
| 3537 Jurgen        | 1982 VT    | 15 nov 1982 | Anderson Mesa          | E. Bowell                          | —         | MPC                           |
| 3538 Nelsonia      | 6548 P-L   | 24 set 1960 | Palomar                | PLS                                | —         | MPC                           |
| 3539 Weimar        | 1967 GF1   | 11 abr 1967 | Tautenburg Observatory | F. Börngen                         | Phocaea   | MPC                           |
| 3540 Protesilaos   | 1973 UF5   | 27 out 1973 | Tautenburg Observatory | F. Börngen                         | Vesta     | MPC                           |
| 3541 Graham        | 1984 ML    | 18 jun 1984 | Bickley                | Perth Obs.                         | —         | MPC                           |
| 3542 Tanjiazhen    | 1964 TN2   | 9 out 1964  | Nanking                | Purple Mountain Obs.               | —         | MPC                           |
| 3543 Ningbo        | 1964 VA3   | 11 nov 1964 | Nanking                | Purple Mountain Obs.               | —         | MPC                           |
| 3544 Borodino      | 1977 RD4   | 7 set 1977  | Nauchnij               | N. S. Chernykh                     | —         | MPC                           |
| 3545 Gaffey        | 1981 WK2   | 20 nov 1981 | Anderson Mesa          | E. Bowell                          | —         | MPC                           |
| 3546 Atanasoff     | 1983 SC    | 28 set 1983 | Smolyan                | Bulgarian National Obs.            | —         | MPC                           |
| 3547 Serov         | 1978 TM6   | 2 out 1978  | Nauchnij               | L. V. Zhuravleva                   | —         | MPC                           |
| 3548 Eurybates     | 1973 SO    | 19 set 1973 | Palomar                | PLS                                | Vesta     | MPC                           |
| 3549 Hapke         | 1981 YH    | 30 dez 1981 | Anderson Mesa          | E. Bowell                          | —         | MPC                           |
| 3550 Link          | 1981 YS    | 20 dez 1981 | Kleť                   | A. Mrkos                           | —         | MPC                           |
| 3551 Verenia       | 1983 RD    | 12 set 1983 | Palomar                | R. S. Dunbar                       | —         | MPC                           |
| 3552 Don Quixote   | 1983 SA    | 26 set 1983 | Zimmerwald             | P. Wild                            | —         | MPC                           |
| 3553 Mera          | 1985 JA    | 14 mai 1985 | Palomar                | C. S. Shoemaker                    | —         | MPC                           |
| 3554 Amun          | 1986 EB    | 4 mar 1986  | Palomar                | C. S. Shoemaker, E. M. Shoemaker   | —         | MPC                           |
| 3555 Miyasaka      | 1931 TC1   | 6 out 1931  | Heidelberg             | K. Reinmuth                        | —         | MPC                           |
| 3556 Lixiaohua     | 1964 UO    | 30 out 1964 | Nanking                | Purple Mountain Obs.               | —         | MPC                           |
| 3557 Sokolsky      | 1977 QE1   | 19 ago 1977 | Nauchnij               | N. S. Chernykh                     | Juno      | MPC                           |
| 3558 Shishkin      | 1978 SQ2   | 26 set 1978 | Nauchnij               | L. V. Zhuravleva                   | —         | MPC                           |
| 3559 Violaumayer   | 1980 PH    | 8 ago 1980  | Anderson Mesa          | E. Bowell                          | —         | MPC                           |
| 3560 Chenqian      | 1980 RZ2   | 3 set 1980  | Nanking                | Purple Mountain Obs.               | Brangane  | MPC                           |
| 3561 Devine        | 1983 HO    | 18 abr 1983 | Anderson Mesa          | N. G. Thomas                       | —         | MPC                           |
| 3562 Ignatius      | 1984 AZ    | 8 jan 1984  | Anderson Mesa          | J. Wagner                          | —         | MPC                           |
| 3563 Canterbury    | 1985 FE    | 23 mar 1985 | Lake Tekapo            | A. C. Gilmore, P. M. Kilmartin     | —         | MPC                           |
| 3564 Talthybius    | 1985 TC1   | 15 out 1985 | Anderson Mesa          | E. Bowell                          | Vesta     | MPC                           |
| 3565 Ojima         | 1986 YD    | 22 dez 1986 | Ojima                  | T. Niijima, T. Urata               | —         | MPC                           |
| 3566 Levitan       | 1979 YA9   | 24 dez 1979 | Nauchnij               | L. V. Zhuravleva                   | —         | MPC                           |
| 3567 Alvema        | 1930 VD    | 15 nov 1930 | Uccle                  | E. Delporte                        | —         | MPC                           |
| 3568 ASCII         | 1936 UB    | 17 out 1936 | Nice                   | M. Laugier                         | —         | MPC                           |
| 3569 Kumon         | 1938 DN1   | 20 fev 1938 | Heidelberg             | K. Reinmuth                        | Phocaea   | MPC                           |
| 3570 Wuyeesun      | 1979 XO    | 14 dez 1979 | Nanking                | Purple Mountain Obs.               | Brangane  | MPC                           |
| 3571 Milanštefánik | 1982 EJ    | 15 mar 1982 | Kleť                   | A. Mrkos                           | —         | MPC                           |
| 3572 Leogoldberg   | 1954 UJ2   | 28 out 1954 | Brooklyn               | Indiana University                 | —         | MPC                           |
| 3573 Holmberg      | 1982 QO1   | 16 ago 1982 | La Silla               | C.-I. Lagerkvist                   | —         | MPC                           |
| 3574 Rudaux        | 1982 TQ    | 13 out 1982 | Anderson Mesa          | E. Bowell                          | —         | MPC                           |
| 3575 Anyuta        | 1984 DU2   | 26 fev 1984 | Nauchnij               | N. S. Chernykh                     | —         | MPC                           |
| 3576 Galina        | 1984 DB3   | 26 fev 1984 | Nauchnij               | N. S. Chernykh                     | —         | MPC                           |
| 3577 Putilin       | 1969 TK    | 7 out 1969  | Nauchnij               | L. I. Chernykh                     | Juno      | MPC                           |
| 3578 Carestia      | 1977 CC    | 11 fev 1977 | El Leoncito            | Félix Aguilar Obs.                 | —         | MPC                           |
| 3579 Rockholt      | 1977 YA    | 18 dez 1977 | Piszkéstető            | M. Lovas                           | —         | MPC                           |
| 3580 Avery         | 1983 CS2   | 15 fev 1983 | Anderson Mesa          | N. G. Thomas                       | —         | MPC                           |
| 3581 Alvarez       | 1985 HC    | 23 abr 1985 | Palomar                | C. S. Shoemaker                    | —         | MPC                           |
| 3582 Cyrano        | 1986 TT5   | 2 out 1986  | Zimmerwald             | P. Wild                            | Brangane  | MPC                           |
| 3583 Burdett       | 1929 TQ    | 5 out 1929  | Flagstaff              | C. W. Tombaugh                     | —         | MPC                           |
| 3584 Aisha         | 1981 TW    | 5 out 1981  | Anderson Mesa          | N. G. Thomas                       | —         | MPC                           |
| 3585 Goshirakawa   | 1987 BE    | 28 jan 1987 | Ojima                  | T. Niijima, T. Urata               | —         | MPC                           |
| 3586 Vasnetsov     | 1978 SW6   | 26 set 1978 | Nauchnij               | L. V. Zhuravleva                   | —         | MPC                           |
| 3587 Descartes     | 1981 RK5   | 8 set 1981  | Nauchnij               | L. V. Zhuravleva                   | —         | MPC                           |
| 3588 Kirik         | 1981 TH4   | 8 out 1981  | Nauchnij               | L. I. Chernykh                     | —         | MPC                           |
| 3589 Loyola        | 1984 AB1   | 8 jan 1984  | Anderson Mesa          | J. Wagner                          | —         | MPC                           |
| 3590 Holst         | 1984 CQ    | 5 fev 1984  | Anderson Mesa          | E. Bowell                          | —         | MPC                           |
| 3591 Vladimirskij  | 1978 QJ2   | 31 ago 1978 | Nauchnij               | N. S. Chernykh                     | —         | MPC                           |
| 3592 Nedbal        | 1980 CT    | 15 fev 1980 | Kleť                   | Z. Vávrová                         | —         | MPC                           |
| 3593 Osip          | 1981 EB20  | 2 mar 1981  | Siding Spring          | S. J. Bus                          | —         | MPC                           |
| 3594 Scotti        | 1983 CN    | 11 fev 1983 | Anderson Mesa          | E. Bowell                          | —         | MPC                           |
| 3595 Gallagher     | 1985 TF1   | 15 out 1985 | Anderson Mesa          | E. Bowell                          | —         | MPC                           |
| 3596 Meriones      | 1985 VO    | 14 nov 1985 | Brorfelde              | P. Jensen, K. Augustesen           | Vesta     | MPC                           |
| 3597 Kakkuri       | 1941 UL    | 15 out 1941 | Turku                  | L. Oterma                          | —         | MPC                           |
| 3598 Saucier       | 1977 KK1   | 18 mai 1977 | Palomar                | E. Howell Bus                      | —         | MPC                           |
| 3599 Basov         | 1978 PB3   | 8 ago 1978  | Nauchnij               | N. S. Chernykh                     | Themis    | MPC                           |
| 3600 Archimedes    | 1978 SL7   | 26 set 1978 | Nauchnij               | L. V. Zhuravleva                   | —         | MPC                           |

## 3601–3700
| Designação           | Designação | Descoberta  | Descoberta           | Descobridor(es)                    | Categoria | Mais informações / Referência |
| Permanente           | Provisória | Data        | Local                | Descobridor(es)                    | Categoria | Mais informações / Referência |
| -------------------- | ---------- | ----------- | -------------------- | ---------------------------------- | --------- | ----------------------------- |
| 3601 Velikhov        | 1979 SP9   | 22 set 1979 | Nauchnij             | N. S. Chernykh                     | —         | MPC                           |
| 3602 Lazzaro         | 1981 DQ2   | 28 fev 1981 | Siding Spring        | S. J. Bus                          | —         | MPC                           |
| 3603 Gajdušek        | 1981 RM    | 5 set 1981  | Kleť                 | L. Brožek                          | —         | MPC                           |
| 3604 Berkhuijsen     | 5550 P-L   | 17 out 1960 | Palomar              | PLS                                | —         | MPC                           |
| 3605 Davy            | 1932 WB    | 28 nov 1932 | Uccle                | E. Delporte                        | —         | MPC                           |
| 3606 Pohjola         | 1939 SF    | 19 set 1939 | Turku                | Y. Väisälä                         | —         | MPC                           |
| 3607 Naniwa          | 1977 DO4   | 18 fev 1977 | Kiso                 | H. Kosai, K. Furukawa              | —         | MPC                           |
| 3608 Kataev          | 1978 SD1   | 27 set 1978 | Nauchnij             | L. I. Chernykh                     | —         | MPC                           |
| 3609 Liloketai       | 1980 VM1   | 13 nov 1980 | Nanking              | Purple Mountain Obs.               | —         | MPC                           |
| 3610 Decampos        | 1981 EA1   | 5 mar 1981  | La Silla             | H. Debehogne, G. DeSanctis         | —         | MPC                           |
| 3611 Dabu            | 1981 YY1   | 20 dez 1981 | Nanking              | Purple Mountain Obs.               | —         | MPC                           |
| 3612 Peale           | 1982 TW    | 13 out 1982 | Anderson Mesa        | E. Bowell                          | —         | MPC                           |
| 3613 Kunlun          | 1982 VJ11  | 10 nov 1982 | Nanking              | Purple Mountain Obs.               | —         | MPC                           |
| 3614 Tumilty         | 1983 AE1   | 12 jan 1983 | Anderson Mesa        | N. G. Thomas                       | —         | MPC                           |
| 3615 Safronov        | 1983 WZ    | 29 nov 1983 | Anderson Mesa        | E. Bowell                          | —         | MPC                           |
| 3616 Glazunov        | 1984 JJ2   | 3 mai 1984  | Nauchnij             | L. V. Zhuravleva                   | —         | MPC                           |
| 3617 Eicher          | 1984 LJ    | 2 jun 1984  | Anderson Mesa        | B. A. Skiff                        | —         | MPC                           |
| 3618 Kuprin          | 1979 QP8   | 20 ago 1979 | Nauchnij             | N. S. Chernykh                     | —         | MPC                           |
| 3619 Nash            | 1981 EU35  | 2 mar 1981  | Siding Spring        | S. J. Bus                          | —         | MPC                           |
| 3620 Platonov        | 1981 RU2   | 7 set 1981  | Nauchnij             | L. G. Karachkina                   | Brangane  | MPC                           |
| 3621 Curtis          | 1981 SQ1   | 26 set 1981 | Anderson Mesa        | N. G. Thomas                       | —         | MPC                           |
| 3622 Ilinsky         | 1981 SX7   | 29 set 1981 | Nauchnij             | L. V. Zhuravleva                   | —         | MPC                           |
| 3623 Chaplin         | 1981 TG2   | 4 out 1981  | Nauchnij             | L. G. Karachkina                   | —         | MPC                           |
| 3624 Mironov         | 1982 TH2   | 14 out 1982 | Nauchnij             | L. V. Zhuravleva, L. G. Karachkina | —         | MPC                           |
| 3625 Fracastoro      | 1984 HZ1   | 27 abr 1984 | La Silla             | W. Ferreri                         | —         | MPC                           |
| 3626 Ohsaki          | 1929 PA    | 4 ago 1929  | Heidelberg           | M. F. Wolf                         | Ursula    | MPC                           |
| 3627 Sayers          | 1973 DS    | 28 fev 1973 | Hamburg-Bergedorf    | L. Kohoutek                        | —         | MPC                           |
| 3628 Boznemcova      | 1979 WD    | 25 nov 1979 | Kleť                 | Z. Vávrová                         | —         | MPC                           |
| 3629 Lebedinskij     | 1982 WK    | 21 nov 1982 | Kleť                 | A. Mrkos                           | —         | MPC                           |
| 3630 Lubomír         | 1984 QN    | 28 ago 1984 | Kleť                 | A. Mrkos                           | —         | MPC                           |
| 3631 Sigyn           | 1987 BV1   | 25 jan 1987 | La Silla             | E. W. Elst                         | —         | MPC                           |
| 3632 Grachevka       | 1976 SJ4   | 24 set 1976 | Nauchnij             | N. S. Chernykh                     | —         | MPC                           |
| 3633 Mira            | 1980 EE2   | 13 mar 1980 | El Leoncito          | Félix Aguilar Obs.                 | —         | MPC                           |
| 3634 Iwan            | 1980 FV    | 16 mar 1980 | La Silla             | C.-I. Lagerkvist                   | —         | MPC                           |
| 3635 Kreutz          | 1981 WO1   | 21 nov 1981 | Calar Alto           | L. Kohoutek                        | —         | MPC                           |
| 3636 Pajdušáková     | 1982 UJ2   | 17 out 1982 | Kleť                 | A. Mrkos                           | —         | MPC                           |
| 3637 O'Meara         | 1984 UQ    | 23 out 1984 | Anderson Mesa        | B. A. Skiff                        | —         | MPC                           |
| 3638 Davis           | 1984 WX    | 20 nov 1984 | Anderson Mesa        | E. Bowell                          | Brangane  | MPC                           |
| 3639 Weidenschilling | 1985 TX    | 15 out 1985 | Anderson Mesa        | E. Bowell                          | —         | MPC                           |
| 3640 Gostin          | 1985 TR3   | 11 out 1985 | Palomar              | C. S. Shoemaker                    | —         | MPC                           |
| 3641 Williams Bay    | A922 WC    | 24 nov 1922 | Williams Bay         | G. Van Biesbroeck                  | —         | MPC                           |
| 3642 Frieden         | 1953 XL1   | 4 dez 1953  | Sonneberg            | H. Gessner                         | —         | MPC                           |
| 3643 Tienchanglin    | 1978 UN2   | 29 out 1978 | Nanking              | Purple Mountain Obs.               | —         | MPC                           |
| 3644 Kojitaku        | 1931 TW    | 5 out 1931  | Heidelberg           | K. Reinmuth                        | —         | MPC                           |
| 3645 Fabini          | 1981 QZ    | 28 ago 1981 | Kleť                 | A. Mrkos                           | —         | MPC                           |
| 3646 Aduatiques      | 1985 RK4   | 11 set 1985 | La Silla             | H. Debehogne                       | —         | MPC                           |
| 3647 Dermott         | 1986 AD1   | 11 jan 1986 | Anderson Mesa        | E. Bowell                          | —         | MPC                           |
| 3648 Raffinetti      | 1957 HK    | 24 abr 1957 | La Plata Observatory | La Plata Obs.                      | —         | MPC                           |
| 3649 Guillermina     | 1976 HQ    | 26 abr 1976 | El Leoncito          | Félix Aguilar Obs.                 | —         | MPC                           |
| 3650 Kunming         | 1978 UO2   | 30 out 1978 | Nanking              | Purple Mountain Obs.               | —         | MPC                           |
| 3651 Friedman        | 1978 VB5   | 7 nov 1978  | Palomar              | E. F. Helin, S. J. Bus             | —         | MPC                           |
| 3652 Soros           | 1981 TC3   | 6 out 1981  | Nauchnij             | T. M. Smirnova                     | —         | MPC                           |
| 3653 Klimishin       | 1979 HF5   | 25 abr 1979 | Nauchnij             | N. S. Chernykh                     | —         | MPC                           |
| 3654 AAS             | 1949 QH1   | 21 ago 1949 | Brooklyn             | Indiana University                 | —         | MPC                           |
| 3655 Eupraksia       | 1978 SA3   | 26 set 1978 | Nauchnij             | L. V. Zhuravleva                   | Juno      | MPC                           |
| 3656 Hemingway       | 1978 QX    | 31 ago 1978 | Nauchnij             | N. S. Chernykh                     | —         | MPC                           |
| 3657 Ermolova        | 1978 ST6   | 26 set 1978 | Nauchnij             | L. V. Zhuravleva                   | —         | MPC                           |
| 3658 Feldman         | 1982 TR    | 13 out 1982 | Anderson Mesa        | E. Bowell                          | —         | MPC                           |
| 3659 Bellingshausen  | 1969 TE2   | 8 out 1969  | Nauchnij             | L. I. Chernykh                     | —         | MPC                           |
| 3660 Lazarev         | 1978 QX2   | 31 ago 1978 | Nauchnij             | N. S. Chernykh                     | —         | MPC                           |
| 3661 Dolmatovskij    | 1979 UY3   | 16 out 1979 | Nauchnij             | N. S. Chernykh                     | —         | MPC                           |
| 3662 Dezhnev         | 1980 RU2   | 8 set 1980  | Nauchnij             | L. V. Zhuravleva                   | Phocaea   | MPC                           |
| 3663 Tisserand       | 1985 GK1   | 15 abr 1985 | Anderson Mesa        | E. Bowell                          | —         | MPC                           |
| 3664 Anneres         | 4260 P-L   | 24 set 1960 | Palomar              | PLS                                | —         | MPC                           |
| 3665 Fitzgerald      | 1979 FE    | 19 mar 1979 | Kleť                 | A. Mrkos                           | —         | MPC                           |
| 3666 Holman          | 1979 HP    | 19 abr 1979 | Cerro Tololo         | J. C. Muzzio                       | —         | MPC                           |
| 3667 Anne-Marie      | 1981 EF    | 9 mar 1981  | Anderson Mesa        | E. Bowell                          | —         | MPC                           |
| 3668 Ilfpetrov       | 1982 UM7   | 21 out 1982 | Nauchnij             | L. G. Karachkina                   | —         | MPC                           |
| 3669 Vertinskij      | 1982 UO7   | 21 out 1982 | Nauchnij             | L. G. Karachkina                   | —         | MPC                           |
| 3670 Northcott       | 1983 BN    | 22 jan 1983 | Anderson Mesa        | E. Bowell                          | —         | MPC                           |
| 3671 Dionysus        | 1984 KD    | 27 mai 1984 | Palomar              | C. S. Shoemaker, E. M. Shoemaker   | —         | MPC                           |
| 3672 Stevedberg      | 1985 QQ    | 22 ago 1985 | Anderson Mesa        | E. Bowell                          | —         | MPC                           |
| 3673 Levy            | 1985 QS    | 22 ago 1985 | Anderson Mesa        | E. Bowell                          | —         | MPC                           |
| 3674 Erbisbühl       | 1963 RH    | 13 set 1963 | Sonneberg            | C. Hoffmeister                     | —         | MPC                           |
| 3675 Kemstach        | 1982 YP1   | 23 dez 1982 | Nauchnij             | L. G. Karachkina                   | —         | MPC                           |
| 3676 Hahn            | 1984 GA    | 3 abr 1984  | Anderson Mesa        | E. Bowell                          | —         | MPC                           |
| 3677 Magnusson       | 1984 QJ1   | 31 ago 1984 | Anderson Mesa        | E. Bowell                          | —         | MPC                           |
| 3678 Mongmanwai      | 1966 BO    | 20 jan 1966 | Nanking              | Purple Mountain Obs.               | —         | MPC                           |
| 3679 Condruses       | 1984 DT    | 24 fev 1984 | La Silla             | H. Debehogne                       | —         | MPC                           |
| 3680 Sasha           | 1987 MY    | 28 jun 1987 | Palomar              | E. F. Helin                        | —         | MPC                           |
| 3681 Boyan           | 1974 QO2   | 27 ago 1974 | Nauchnij             | L. I. Chernykh                     | —         | MPC                           |
| 3682 Welther         | A923 NB    | 12 jul 1923 | Heidelberg           | K. Reinmuth                        | —         | MPC                           |
| 3683 Baumann         | 1987 MA    | 23 jun 1987 | La Silla             | W. Landgraf                        | —         | MPC                           |
| 3684 Berry           | 1983 AK    | 9 jan 1983  | Anderson Mesa        | B. A. Skiff                        | —         | MPC                           |
| 3685 Derdenye        | 1981 EH14  | 1 mar 1981  | Siding Spring        | S. J. Bus                          | —         | MPC                           |
| 3686 Antoku          | 1987 EB    | 3 mar 1987  | Ojima                | T. Niijima, T. Urata               | —         | MPC                           |
| 3687 Dzus            | A908 TC    | 7 out 1908  | Heidelberg           | A. Kopff                           | —         | MPC                           |
| 3688 Navajo          | 1981 FD    | 30 mar 1981 | Anderson Mesa        | E. Bowell                          | Pallas    | MPC                           |
| 3689 Yeates          | 1981 JJ2   | 5 mai 1981  | Palomar              | C. S. Shoemaker                    | —         | MPC                           |
| 3690 Larson          | 1981 PM    | 3 ago 1981  | Anderson Mesa        | E. Bowell                          | —         | MPC                           |
| 3691 Bede            | 1982 FT    | 29 mar 1982 | Cerro El Roble       | L. E. González                     | —         | MPC                           |
| 3692 Rickman         | 1982 HF1   | 25 abr 1982 | Anderson Mesa        | E. Bowell                          | —         | MPC                           |
| 3693 Barringer       | 1982 RU    | 15 set 1982 | Anderson Mesa        | E. Bowell                          | —         | MPC                           |
| 3694 Sharon          | 1984 SH5   | 27 set 1984 | Palomar              | A. Grossman                        | Juno      | MPC                           |
| 3695 Fiala           | 1973 UU4   | 21 out 1973 | Anderson Mesa        | H. L. Giclas                       | —         | MPC                           |
| 3696 Herald          | 1980 OF    | 17 jul 1980 | Anderson Mesa        | E. Bowell                          | —         | MPC                           |
| 3697 Guyhurst        | 1984 EV    | 6 mar 1984  | Anderson Mesa        | E. Bowell                          | —         | MPC                           |
| 3698 Manning         | 1984 UA2   | 29 out 1984 | Anderson Mesa        | E. Bowell                          | —         | MPC                           |
| 3699 Milbourn        | 1984 UC2   | 29 out 1984 | Anderson Mesa        | E. Bowell                          | —         | MPC                           |
| 3700 Geowilliams     | 1984 UL2   | 23 out 1984 | Palomar              | C. S. Shoemaker, E. M. Shoemaker   | —         | MPC                           |

## 3701–3800
| Designação         | Designação | Descoberta  | Descoberta          | Descobridor(es)             | Categoria | Mais informações / Referência |
| Permanente         | Provisória | Data        | Local               | Descobridor(es)             | Categoria | Mais informações / Referência |
| ------------------ | ---------- | ----------- | ------------------- | --------------------------- | --------- | ----------------------------- |
| 3701 Purkyně       | 1985 DW    | 20 fev 1985 | Kleť                | A. Mrkos                    | —         | MPC                           |
| 3702 Trubetskaya   | 1970 NB    | 3 jul 1970  | Nauchnij            | L. I. Chernykh              | —         | MPC                           |
| 3703 Volkonskaya   | 1978 PU3   | 9 ago 1978  | Nauchnij            | L. I. Chernykh              | —         | MPC                           |
| 3704 Gaoshiqi      | 1981 YX1   | 20 dez 1981 | Nanking             | Purple Mountain Obs.        | —         | MPC                           |
| 3705 Hotellasilla  | 1984 ET1   | 4 mar 1984  | La Silla            | H. Debehogne                | —         | MPC                           |
| 3706 Sinnott       | 1984 SE3   | 28 set 1984 | Anderson Mesa       | B. A. Skiff                 | —         | MPC                           |
| 3707 Schröter      | 1934 CC    | 5 fev 1934  | Heidelberg          | K. Reinmuth                 | Phocaea   | MPC                           |
| 3708               | 1974 FV1   | 21 mar 1974 | Cerro El Roble      | University of Chile         | —         | MPC                           |
| 3709 Polypoites    | 1985 TL3   | 14 out 1985 | Palomar             | C. S. Shoemaker             | Vesta     | MPC                           |
| 3710 Bogoslovskij  | 1978 RD6   | 13 set 1978 | Nauchnij            | N. S. Chernykh              | —         | MPC                           |
| 3711 Ellensburg    | 1983 QD    | 31 ago 1983 | Palomar             | J. Gibson                   | Phocaea   | MPC                           |
| 3712 Kraft         | 1984 YC    | 22 dez 1984 | Mount Hamilton      | E. A. Harlan, A. R. Klemola | —         | MPC                           |
| 3713 Pieters       | 1985 FA2   | 22 mar 1985 | Anderson Mesa       | E. Bowell                   | Brangane  | MPC                           |
| 3714 Kenrussell    | 1983 TT1   | 12 out 1983 | Anderson Mesa       | E. Bowell                   | Phocaea   | MPC                           |
| 3715 Štohl         | 1980 DS    | 19 fev 1980 | Kleť                | A. Mrkos                    | —         | MPC                           |
| 3716 Petzval       | 1980 TG    | 2 out 1980  | Kleť                | A. Mrkos                    | —         | MPC                           |
| 3717 Thorenia      | 1964 CG    | 15 fev 1964 | Brooklyn            | Indiana University          | —         | MPC                           |
| 3718 Dunbar        | 1978 VS10  | 7 nov 1978  | Palomar             | E. F. Helin, S. J. Bus      | —         | MPC                           |
| 3719 Karamzin      | 1976 YO1   | 16 dez 1976 | Nauchnij            | L. I. Chernykh              | —         | MPC                           |
| 3720 Hokkaido      | 1987 UR1   | 28 out 1987 | Kushiro             | S. Ueda, H. Kaneda          | —         | MPC                           |
| 3721 Widorn        | 1982 TU    | 13 out 1982 | Anderson Mesa       | E. Bowell                   | —         | MPC                           |
| 3722 Urata         | 1927 UE    | 29 out 1927 | Heidelberg          | K. Reinmuth                 | —         | MPC                           |
| 3723 Voznesenskij  | 1976 GK2   | 1 abr 1976  | Nauchnij            | N. S. Chernykh              | —         | MPC                           |
| 3724 Annenskij     | 1979 YN8   | 23 dez 1979 | Nauchnij            | L. V. Zhuravleva            | —         | MPC                           |
| 3725 Valsecchi     | 1981 EA11  | 1 mar 1981  | Siding Spring       | S. J. Bus                   | —         | MPC                           |
| 3726 Johnadams     | 1981 LJ    | 4 jun 1981  | Anderson Mesa       | E. Bowell                   | —         | MPC                           |
| 3727 Maxhell       | 1981 PQ    | 7 ago 1981  | Kleť                | A. Mrkos                    | —         | MPC                           |
| 3728 IRAS          | 1983 QF    | 23 ago 1983 | IRAS                | IRAS                        | —         | MPC                           |
| 3729 Yangzhou      | 1983 VP7   | 1 nov 1983  | Nanking             | Purple Mountain Obs.        | Phocaea   | MPC                           |
| 3730 Hurban        | 1983 XM1   | 4 dez 1983  | Piszkéstető         | M. Antal                    | —         | MPC                           |
| 3731 Hancock       | 1984 DH1   | 20 fev 1984 | Bickley             | Perth Obs.                  | —         | MPC                           |
| 3732 Vávra         | 1984 SR1   | 27 set 1984 | Kleť                | Z. Vávrová                  | —         | MPC                           |
| 3733 Yoshitomo     | 1985 AF    | 15 jan 1985 | Toyota              | K. Suzuki, T. Urata         | —         | MPC                           |
| 3734 Waland        | 9527 P-L   | 17 out 1960 | Palomar             | PLS                         | —         | MPC                           |
| 3735 Třeboň        | 1983 XS    | 4 dez 1983  | Kleť                | Z. Vávrová                  | —         | MPC                           |
| 3736 Rokoske       | 1987 SY3   | 26 set 1987 | Anderson Mesa       | E. Bowell                   | Brangane  | MPC                           |
| 3737 Beckman       | 1983 PA    | 8 ago 1983  | Palomar             | E. F. Helin                 | —         | MPC                           |
| 3738 Ots           | 1977 QA1   | 19 ago 1977 | Nauchnij            | N. S. Chernykh              | —         | MPC                           |
| 3739 Rem           | 1977 RE2   | 8 set 1977  | Nauchnij            | N. S. Chernykh              | —         | MPC                           |
| 3740 Menge         | 1981 EM    | 1 mar 1981  | La Silla            | H. Debehogne, G. DeSanctis  | —         | MPC                           |
| 3741 Rogerburns    | 1981 EL19  | 2 mar 1981  | Siding Spring       | S. J. Bus                   | —         | MPC                           |
| 3742 Sunshine      | 1981 EQ27  | 2 mar 1981  | Siding Spring       | S. J. Bus                   | —         | MPC                           |
| 3743 Pauljaniczek  | 1983 EW    | 10 mar 1983 | Anderson Mesa       | E. Barr                     | —         | MPC                           |
| 3744 Horn-d'Arturo | 1983 VE    | 5 nov 1983  | Bologna             | San Vittore Obs.            | —         | MPC                           |
| 3745 Petaev        | 1949 SF    | 23 set 1949 | Heidelberg          | K. Reinmuth                 | —         | MPC                           |
| 3746 Heyuan        | 1964 TC1   | 8 out 1964  | Nanking             | Purple Mountain Obs.        | —         | MPC                           |
| 3747 Belinskij     | 1975 VY5   | 5 nov 1975  | Nauchnij            | L. I. Chernykh              | —         | MPC                           |
| 3748 Tatum         | 1981 JQ    | 3 mai 1981  | Anderson Mesa       | E. Bowell                   | —         | MPC                           |
| 3749 Balam         | 1982 BG1   | 24 jan 1982 | Anderson Mesa       | E. Bowell                   | —         | MPC                           |
| 3750 Ilizarov      | 1982 TD1   | 14 out 1982 | Nauchnij            | L. G. Karachkina            | Brangane  | MPC                           |
| 3751 Kiang         | 1983 NK    | 10 jul 1983 | Anderson Mesa       | E. Bowell                   | —         | MPC                           |
| 3752 Camillo       | 1985 PA    | 15 ago 1985 | Caussols            | E. F. Helin, M. A. Barucci  | —         | MPC                           |
| 3753 Cruithne      | 1986 TO    | 10 out 1986 | Siding Spring       | J. D. Waldron               | —         | MPC                           |
| 3754 Kathleen      | 1931 FM    | 16 mar 1931 | Flagstaff           | C. W. Tombaugh              | —         | MPC                           |
| 3755 Lecointe      | 1950 SJ    | 19 set 1950 | Uccle               | S. Arend                    | —         | MPC                           |
| 3756 Ruscannon     | 1979 MV6   | 25 jun 1979 | Siding Spring       | E. F. Helin, S. J. Bus      | —         | MPC                           |
| 3757 Anagolay      | 1982 XB    | 14 dez 1982 | Palomar             | E. F. Helin                 | —         | MPC                           |
| 3758 Karttunen     | 1983 WP    | 28 nov 1983 | Anderson Mesa       | E. Bowell                   | Phocaea   | MPC                           |
| 3759 Piironen      | 1984 AP    | 8 jan 1984  | Anderson Mesa       | E. Bowell                   | —         | MPC                           |
| 3760 Poutanen      | 1984 AQ    | 8 jan 1984  | Anderson Mesa       | E. Bowell                   | —         | MPC                           |
| 3761 Romanskaya    | 1936 OH    | 25 jul 1936 | Crimea-Simeis       | G. N. Neujmin               | —         | MPC                           |
| 3762 Amaravella    | 1976 QN1   | 26 ago 1976 | Nauchnij            | N. S. Chernykh              | —         | MPC                           |
| 3763 Qianxuesen    | 1980 TA6   | 14 out 1980 | Nanking             | Purple Mountain Obs.        | —         | MPC                           |
| 3764 Holmesacourt  | 1980 TL15  | 10 out 1980 | Bickley             | Perth Obs.                  | —         | MPC                           |
| 3765 Texereau      | 1982 SU1   | 16 set 1982 | Caussols            | K. Tomita                   | —         | MPC                           |
| 3766 Junepatterson | 1983 BF    | 16 jan 1983 | Anderson Mesa       | E. Bowell                   | —         | MPC                           |
| 3767 DiMaggio      | 1986 LC    | 3 jun 1986  | Palomar             | E. F. Helin                 | —         | MPC                           |
| 3768 Monroe        | 1937 RB    | 5 set 1937  | Johannesburg        | C. Jackson                  | —         | MPC                           |
| 3769 Arthurmiller  | 1967 UV    | 30 out 1967 | Hamburg-Bergedorf   | L. Kohoutek, A. Kriete      | —         | MPC                           |
| 3770 Nizami        | 1974 QT1   | 24 ago 1974 | Nauchnij            | L. I. Chernykh              | —         | MPC                           |
| 3771 Alexejtolstoj | 1974 SB3   | 20 set 1974 | Nauchnij            | L. V. Zhuravleva            | —         | MPC                           |
| 3772 Piaf          | 1982 UR7   | 21 out 1982 | Nauchnij            | L. G. Karachkina            | Brangane  | MPC                           |
| 3773 Smithsonian   | 1984 YY    | 23 dez 1984 | Harvard Observatory | Oak Ridge Observatory       | —         | MPC                           |
| 3774 Megumi        | 1987 YC    | 20 dez 1987 | Chiyoda             | T. Kojima                   | Brangane  | MPC                           |
| 3775 Ellenbeth     | 1931 TC4   | 6 out 1931  | Flagstaff           | C. W. Tombaugh              | —         | MPC                           |
| 3776 Vartiovuori   | 1938 GG    | 5 abr 1938  | Turku               | H. Alikoski                 | —         | MPC                           |
| 3777 McCauley      | 1981 JD2   | 5 mai 1981  | Palomar             | C. S. Shoemaker             | —         | MPC                           |
| 3778 Regge         | 1984 HK1   | 26 abr 1984 | La Silla            | W. Ferreri                  | —         | MPC                           |
| 3779 Kieffer       | 1985 JV1   | 13 mai 1985 | Palomar             | C. S. Shoemaker             | Phocaea   | MPC                           |
| 3780 Maury         | 1985 RL    | 14 set 1985 | Anderson Mesa       | E. Bowell                   | —         | MPC                           |
| 3781 Dufek         | 1986 RG1   | 2 set 1986  | Kleť                | A. Mrkos                    | —         | MPC                           |
| 3782 Celle         | 1986 TE    | 3 out 1986  | Brorfelde           | P. Jensen                   | —         | MPC                           |
| 3783 Morris        | 1986 TW1   | 7 out 1986  | Anderson Mesa       | E. Bowell                   | —         | MPC                           |
| 3784 Chopin        | 1986 UL1   | 31 out 1986 | Haute-Provence      | E. W. Elst                  | —         | MPC                           |
| 3785 Kitami        | 1986 WM    | 30 nov 1986 | Geisei              | T. Seki                     | —         | MPC                           |
| 3786 Yamada        | 1988 AE    | 10 jan 1988 | Chiyoda             | T. Kojima                   | —         | MPC                           |
| 3787 Aivazovskij   | 1977 RG7   | 11 set 1977 | Nauchnij            | N. S. Chernykh              | Eos       | MPC                           |
| 3788 Steyaert      | 1986 QM3   | 29 ago 1986 | La Silla            | H. Debehogne                | —         | MPC                           |
| 3789 Zhongguo      | 1928 UF    | 25 out 1928 | Williams Bay        | Y. C. Chang                 | Pallas    | MPC                           |
| 3790 Raywilson     | 1937 UE    | 26 out 1937 | Heidelberg          | K. Reinmuth                 | —         | MPC                           |
| 3791 Marci         | 1981 WV1   | 17 nov 1981 | Kleť                | A. Mrkos                    | —         | MPC                           |
| 3792 Preston       | 1985 FA    | 22 mar 1985 | Palomar             | C. S. Shoemaker             | —         | MPC                           |
| 3793 Leonteus      | 1985 TE3   | 11 out 1985 | Palomar             | C. S. Shoemaker             | Vesta     | MPC                           |
| 3794 Sthenelos     | 1985 TF3   | 12 out 1985 | Palomar             | C. S. Shoemaker             | Vesta     | MPC                           |
| 3795 Nigel         | 1986 GV1   | 8 abr 1986  | Palomar             | E. F. Helin                 | —         | MPC                           |
| 3796 Lene          | 1986 XJ    | 6 dez 1986  | Brorfelde           | P. Jensen                   | —         | MPC                           |
| 3797 Ching-Sung Yu | 1987 YL    | 22 dez 1987 | Harvard Observatory | Oak Ridge Observatory       | —         | MPC                           |
| 3798 de Jager      | 2402 T-3   | 16 out 1977 | Palomar             | PLS                         | —         | MPC                           |
| 3799 Novgorod      | 1979 SL9   | 22 set 1979 | Nauchnij            | N. S. Chernykh              | —         | MPC                           |
| 3800 Karayusuf     | 1984 AB    | 4 jan 1984  | Palomar             | E. F. Helin                 | —         | MPC                           |

## 3801–3900
| Designação         | Designação | Descoberta  | Descoberta             | Descobridor(es)                  | Categoria | Mais informações / Referência |
| Permanente         | Provisória | Data        | Local                  | Descobridor(es)                  | Categoria | Mais informações / Referência |
| ------------------ | ---------- | ----------- | ---------------------- | -------------------------------- | --------- | ----------------------------- |
| 3801 Thrasymedes   | 1985 VS    | 6 nov 1985  | Kitt Peak              | Spacewatch                       | Vesta     | MPC                           |
| 3802 Dornburg      | 1986 PJ4   | 7 ago 1986  | Tautenburg Observatory | F. Börngen                       | —         | MPC                           |
| 3803 Tuchkova      | 1981 TP1   | 2 out 1981  | Nauchnij               | L. V. Zhuravleva                 | —         | MPC                           |
| 3804 Drunina       | 1969 TB2   | 8 out 1969  | Nauchnij               | L. I. Chernykh                   | —         | MPC                           |
| 3805 Goldreich     | 1981 DK3   | 28 fev 1981 | Siding Spring          | S. J. Bus                        | Phocaea   | MPC                           |
| 3806 Tremaine      | 1981 EW32  | 1 mar 1981  | Siding Spring          | S. J. Bus                        | —         | MPC                           |
| 3807 Pagels        | 1981 SE1   | 26 set 1981 | Anderson Mesa          | B. A. Skiff, N. G. Thomas        | —         | MPC                           |
| 3808 Tempel        | 1982 FQ2   | 24 mar 1982 | Tautenburg Observatory | F. Börngen                       | —         | MPC                           |
| 3809 Amici         | 1984 FA    | 26 mar 1984 | Bologna                | San Vittore Obs.                 | —         | MPC                           |
| 3810 Aoraki        | 1985 DX    | 20 fev 1985 | Lake Tekapo            | A. C. Gilmore, P. M. Kilmartin   | —         | MPC                           |
| 3811 Karma         | 1953 TH    | 13 out 1953 | Turku                  | L. Oterma                        | Koronis   | MPC                           |
| 3812 Lidaksum      | 1965 AK1   | 11 jan 1965 | Nanking                | Purple Mountain Obs.             | —         | MPC                           |
| 3813 Fortov        | 1970 QA1   | 30 ago 1970 | Nauchnij               | T. M. Smirnova                   | —         | MPC                           |
| 3814 Hoshi-no-mura | 1981 JA    | 4 mai 1981  | Tōkai                  | T. Furuta                        | —         | MPC                           |
| 3815 König         | 1959 GG    | 15 abr 1959 | Heidelberg             | A. König, G. Jackisch, W. Wenzel | —         | MPC                           |
| 3816 Chugainov     | 1975 VG9   | 8 nov 1975  | Nauchnij               | N. S. Chernykh                   | —         | MPC                           |
| 3817 Lencarter     | 1979 MK1   | 25 jun 1979 | Siding Spring          | E. F. Helin, S. J. Bus           | —         | MPC                           |
| 3818 Gorlitsa      | 1979 QL8   | 20 ago 1979 | Nauchnij               | N. S. Chernykh                   | —         | MPC                           |
| 3819 Robinson      | 1983 AR    | 12 jan 1983 | Anderson Mesa          | B. A. Skiff                      | —         | MPC                           |
| 3820 Sauval        | 1984 DV    | 25 fev 1984 | La Silla               | H. Debehogne                     | Brangane  | MPC                           |
| 3821 Sonet         | 1985 RC3   | 6 set 1985  | La Silla               | H. Debehogne                     | —         | MPC                           |
| 3822 Segovia       | 1988 DP1   | 21 fev 1988 | Geisei                 | T. Seki                          | —         | MPC                           |
| 3823 Yorii         | 1988 EC1   | 10 mar 1988 | Yorii                  | M. Arai, H. Mori                 | —         | MPC                           |
| 3824 Brendalee     | 1929 TK    | 5 out 1929  | Flagstaff              | C. W. Tombaugh                   | —         | MPC                           |
| 3825 Nürnberg      | 1967 UR    | 30 out 1967 | Hamburg-Bergedorf      | L. Kohoutek                      | —         | MPC                           |
| 3826 Handel        | 1973 UV5   | 27 out 1973 | Tautenburg Observatory | F. Börngen                       | —         | MPC                           |
| 3827 Zdeněkhorský  | 1986 VU    | 3 nov 1986  | Kleť                   | A. Mrkos                         | —         | MPC                           |
| 3828 Hoshino       | 1986 WC    | 22 nov 1986 | Toyota                 | K. Suzuki, T. Urata              | —         | MPC                           |
| 3829 Gunma         | 1988 EM    | 10 mar 1988 | Chiyoda                | T. Kojima                        | —         | MPC                           |
| 3830 Trelleborg    | 1986 RL    | 11 set 1986 | Brorfelde              | P. Jensen                        | Brangane  | MPC                           |
| 3831 Pettengill    | 1986 TP2   | 7 out 1986  | Anderson Mesa          | E. Bowell                        | —         | MPC                           |
| 3832 Shapiro       | 1981 QJ    | 30 ago 1981 | Anderson Mesa          | E. Bowell                        | —         | MPC                           |
| 3833 Calingasta    | 1971 SC    | 27 set 1971 | El Leoncito            | J. Gibson, C. U. Cesco           | —         | MPC                           |
| 3834 Zappafrank    | 1980 JE    | 11 mai 1980 | Kleť                   | L. Brožek                        | —         | MPC                           |
| 3835 Korolenko     | 1977 SD3   | 23 set 1977 | Nauchnij               | N. S. Chernykh                   | Phocaea   | MPC                           |
| 3836 Lem           | 1979 SR9   | 22 set 1979 | Nauchnij               | N. S. Chernykh                   | —         | MPC                           |
| 3837 Carr          | 1981 JU2   | 6 mai 1981  | Palomar                | C. S. Shoemaker                  | —         | MPC                           |
| 3838 Epona         | 1986 WA    | 27 nov 1986 | Palomar                | A. Maury                         | —         | MPC                           |
| 3839 Bogaevskij    | 1971 OU    | 26 jul 1971 | Nauchnij               | N. S. Chernykh                   | —         | MPC                           |
| 3840 Mimistrobell  | 1980 TN4   | 9 out 1980  | Palomar                | C. S. Shoemaker                  | —         | MPC                           |
| 3841 Dicicco       | 1983 VG7   | 4 nov 1983  | Anderson Mesa          | B. A. Skiff                      | —         | MPC                           |
| 3842 Harlansmith   | 1985 FC1   | 21 mar 1985 | Anderson Mesa          | E. Bowell                        | —         | MPC                           |
| 3843 OISCA         | 1987 DM    | 28 fev 1987 | Gekko                  | Y. Oshima                        | Juno      | MPC                           |
| 3844 Lujiaxi       | 1966 BZ    | 30 jan 1966 | Nanking                | Purple Mountain Obs.             | —         | MPC                           |
| 3845 Neyachenko    | 1979 SA10  | 22 set 1979 | Nauchnij               | N. S. Chernykh                   | —         | MPC                           |
| 3846 Hazel         | 1980 TK5   | 9 out 1980  | Palomar                | C. S. Shoemaker                  | —         | MPC                           |
| 3847 Šindel        | 1982 DY1   | 16 fev 1982 | Kleť                   | A. Mrkos                         | —         | MPC                           |
| 3848 Analucia      | 1982 FH3   | 21 mar 1982 | La Silla               | H. Debehogne                     | —         | MPC                           |
| 3849 Incidentia    | 1984 FC    | 31 mar 1984 | Anderson Mesa          | E. Bowell                        | —         | MPC                           |
| 3850 Peltier       | 1986 TK2   | 7 out 1986  | Anderson Mesa          | E. Bowell                        | —         | MPC                           |
| 3851 Alhambra      | 1986 UZ    | 30 out 1986 | Geisei                 | T. Seki                          | —         | MPC                           |
| 3852 Glennford     | 1987 DR6   | 24 fev 1987 | La Silla               | H. Debehogne                     | —         | MPC                           |
| 3853 Haas          | 1981 WG1   | 24 nov 1981 | Anderson Mesa          | E. Bowell                        | —         | MPC                           |
| 3854 George        | 1983 EA    | 13 mar 1983 | Palomar                | C. S. Shoemaker                  | —         | MPC                           |
| 3855 Pasasymphonia | 1986 NF1   | 4 jul 1986  | Palomar                | E. F. Helin                      | —         | MPC                           |
| 3856 Lutskij       | 1976 QX    | 26 ago 1976 | Nauchnij               | N. S. Chernykh                   | —         | MPC                           |
| 3857 Cellino       | 1984 CD1   | 8 fev 1984  | Anderson Mesa          | E. Bowell                        | —         | MPC                           |
| 3858 Dorchester    | 1986 TG    | 3 out 1986  | Brorfelde              | P. Jensen                        | —         | MPC                           |
| 3859 Börngen       | 1987 EW    | 4 mar 1987  | Anderson Mesa          | E. Bowell                        | —         | MPC                           |
| 3860 Plovdiv       | 1986 PM4   | 8 ago 1986  | Smolyan                | E. W. Elst, V. G. Ivanova        | —         | MPC                           |
| 3861 Lorenz        | A910 FA    | 30 mar 1910 | Heidelberg             | J. Helffrich                     | —         | MPC                           |
| 3862 Agekian       | 1972 KM    | 18 mai 1972 | Nauchnij               | T. M. Smirnova                   | —         | MPC                           |
| 3863 Gilyarovskij  | 1978 SJ3   | 26 set 1978 | Nauchnij               | L. V. Zhuravleva                 | —         | MPC                           |
| 3864 Søren         | 1986 XF    | 6 dez 1986  | Brorfelde              | P. Jensen                        | —         | MPC                           |
| 3865 Lindbloom     | 1988 AY4   | 13 jan 1988 | La Silla               | H. Debehogne                     | —         | MPC                           |
| 3866 Langley       | 1988 BH4   | 20 jan 1988 | La Silla               | H. Debehogne                     | —         | MPC                           |
| 3867 Shiretoko     | 1988 HG    | 16 abr 1988 | Kitami                 | M. Yanai, K. Watanabe            | —         | MPC                           |
| 3868 Mendoza       | 4575 P-L   | 24 set 1960 | Palomar                | PLS                              | —         | MPC                           |
| 3869 Norton        | 1981 JE    | 3 mai 1981  | Anderson Mesa          | E. Bowell                        | —         | MPC                           |
| 3870 Mayré         | 1988 CG3   | 13 fev 1988 | La Silla               | E. W. Elst                       | Phocaea   | MPC                           |
| 3871 Reiz          | 1982 DR2   | 18 fev 1982 | La Silla               | R. M. West                       | —         | MPC                           |
| 3872 Akirafujii    | 1983 AV    | 12 jan 1983 | Anderson Mesa          | B. A. Skiff                      | Pallas    | MPC                           |
| 3873 Roddy         | 1984 WB    | 21 nov 1984 | Palomar                | C. S. Shoemaker                  | —         | MPC                           |
| 3874 Stuart        | 1986 TJ1   | 4 out 1986  | Anderson Mesa          | E. Bowell                        | —         | MPC                           |
| 3875 Staehle       | 1988 KE    | 17 mai 1988 | Palomar                | E. F. Helin                      | —         | MPC                           |
| 3876 Quaide        | 1988 KJ    | 19 mai 1988 | Palomar                | E. F. Helin                      | Brangane  | MPC                           |
| 3877 Braes         | 3108 P-L   | 24 set 1960 | Palomar                | PLS                              | —         | MPC                           |
| 3878 Jyoumon       | 1982 VR4   | 14 nov 1982 | Kiso                   | H. Kosai, K. Furukawa            | —         | MPC                           |
| 3879 Machar        | 1983 QA    | 16 ago 1983 | Kleť                   | Z. Vávrová                       | —         | MPC                           |
| 3880 Kaiserman     | 1984 WK    | 21 nov 1984 | Palomar                | C. S. Shoemaker, E. M. Shoemaker | Juno      | MPC                           |
| 3881 Doumergua     | 1925 VF    | 15 nov 1925 | Algiers                | B. Jekhovsky                     | —         | MPC                           |
| 3882 Johncox       | 1962 RN    | 7 set 1962  | Brooklyn               | Indiana University               | —         | MPC                           |
| 3883 Verbano       | 1972 RQ    | 7 set 1972  | Nauchnij               | N. S. Chernykh                   | —         | MPC                           |
| 3884 Alferov       | 1977 EM1   | 13 mar 1977 | Nauchnij               | N. S. Chernykh                   | —         | MPC                           |
| 3885 Bogorodskij   | 1979 HG5   | 25 abr 1979 | Nauchnij               | N. S. Chernykh                   | —         | MPC                           |
| 3886 Shcherbakovia | 1981 RU3   | 3 set 1981  | Nauchnij               | N. S. Chernykh                   | —         | MPC                           |
| 3887 Gerstner      | 1985 QX    | 22 ago 1985 | Kleť                   | A. Mrkos                         | Brangane  | MPC                           |
| 3888 Hoyt          | 1984 FO    | 28 mar 1984 | Palomar                | C. S. Shoemaker                  | —         | MPC                           |
| 3889 Menshikov     | 1972 RT3   | 6 set 1972  | Nauchnij               | L. V. Zhuravleva                 | —         | MPC                           |
| 3890 Bunin         | 1976 YU5   | 18 dez 1976 | Nauchnij               | L. I. Chernykh                   | —         | MPC                           |
| 3891 Werner        | 1981 EY31  | 3 mar 1981  | Siding Spring          | S. J. Bus                        | —         | MPC                           |
| 3892 Dezsö         | 1941 HD    | 19 abr 1941 | Turku                  | L. Oterma                        | Phocaea   | MPC                           |
| 3893 DeLaeter      | 1980 FG12  | 20 mar 1980 | Perth Observatory      | M. P. Candy                      | —         | MPC                           |
| 3894 Williamcooke  | 1980 PQ2   | 14 ago 1980 | Perth Observatory      | P. Jekabsons, M. P. Candy        | —         | MPC                           |
| 3895 Earhart       | 1987 DE    | 23 fev 1987 | Palomar                | C. S. Shoemaker                  | —         | MPC                           |
| 3896 Pordenone     | 1987 WB    | 18 nov 1987 | Chions                 | J. M. Baur                       | Brangane  | MPC                           |
| 3897 Louhi         | 1942 RT    | 8 set 1942  | Turku                  | Y. Väisälä                       | —         | MPC                           |
| 3898 Curlewis      | 1981 SF9   | 26 set 1981 | Perth Observatory      | M. P. Candy                      | —         | MPC                           |
| 3899 Wichterle     | 1982 SN1   | 17 set 1982 | Kleť                   | M. Mahrová                       | —         | MPC                           |
| 3900 Knežević      | 1985 RK    | 14 set 1985 | Anderson Mesa          | E. Bowell                        | —         | MPC                           |

## 3901–4000
| Designação            | Designação | Descoberta  | Descoberta             | Descobridor(es)                            | Categoria | Mais informações / Referência |
| Permanente            | Provisória | Data        | Local                  | Descobridor(es)                            | Categoria | Mais informações / Referência |
| --------------------- | ---------- | ----------- | ---------------------- | ------------------------------------------ | --------- | ----------------------------- |
| 3901 Nanjingdaxue     | 1958 GQ    | 7 abr 1958  | Nanking                | Purple Mountain Obs.                       | —         | MPC                           |
| 3902 Yoritomo         | 1986 AL    | 14 jan 1986 | Karasuyama             | S. Inoda, T. Urata                         | —         | MPC                           |
| 3903 Kliment Ohridski | 1987 SV2   | 20 set 1987 | Smolyan                | E. W. Elst                                 | —         | MPC                           |
| 3904 Honda            | 1988 DQ    | 22 fev 1988 | Siding Spring          | R. H. McNaught                             | —         | MPC                           |
| 3905 Doppler          | 1984 QO    | 28 ago 1984 | Kleť                   | A. Mrkos                                   | —         | MPC                           |
| 3906 Chao             | 1987 KE1   | 31 mai 1987 | Palomar                | C. S. Shoemaker                            | —         | MPC                           |
| 3907 Kilmartin        | A904 PC    | 14 ago 1904 | Heidelberg             | M. F. Wolf                                 | —         | MPC                           |
| 3908 Nyx              | 1980 PA    | 6 ago 1980  | La Silla               | H.-E. Schuster                             | —         | MPC                           |
| 3909 Gladys           | 1988 JD1   | 15 mai 1988 | Anderson Mesa          | K. W. Zeigler                              | Phocaea   | MPC                           |
| 3910 Liszt            | 1988 SF    | 16 set 1988 | Haute-Provence         | E. W. Elst                                 | —         | MPC                           |
| 3911 Otomo            | 1940 QB    | 31 ago 1940 | Heidelberg             | K. Reinmuth                                | —         | MPC                           |
| 3912 Troja            | 1988 SG    | 16 set 1988 | Haute-Provence         | E. W. Elst                                 | —         | MPC                           |
| 3913 Chemin           | 1986 XO2   | 2 dez 1986  | Caussols               | CERGA                                      | —         | MPC                           |
| 3914 Kotogahama       | 1987 SE    | 16 set 1987 | Geisei                 | T. Seki                                    | Brangane  | MPC                           |
| 3915 Fukushima        | 1988 PA1   | 15 ago 1988 | Kitami                 | M. Yanai, K. Watanabe                      | —         | MPC                           |
| 3916 Maeva            | 1981 QA3   | 24 ago 1981 | La Silla               | H. Debehogne                               | —         | MPC                           |
| 3917 Franz Schubert   | 1961 CX    | 15 fev 1961 | Tautenburg Observatory | F. Börngen                                 | —         | MPC                           |
| 3918 Brel             | 1988 PE1   | 13 ago 1988 | Haute-Provence         | E. W. Elst                                 | —         | MPC                           |
| 3919 Maryanning       | 1984 DS    | 23 fev 1984 | La Silla               | H. Debehogne                               | —         | MPC                           |
| 3920 Aubignan         | 1948 WF    | 28 nov 1948 | Uccle                  | S. Arend                                   | —         | MPC                           |
| 3921 Klementʹev       | 1971 OH    | 19 jul 1971 | Nauchnij               | B. A. Burnasheva                           | —         | MPC                           |
| 3922 Heather          | 1971 SP3   | 26 set 1971 | Cerro El Roble         | C. Torres                                  | —         | MPC                           |
| 3923 Radzievskij      | 1976 SN3   | 24 set 1976 | Nauchnij               | N. S. Chernykh                             | Pallas    | MPC                           |
| 3924 Birch            | 1977 CU    | 11 fev 1977 | Palomar                | E. Bowell, C. T. Kowal                     | —         | MPC                           |
| 3925 Tretʹyakov       | 1977 SS2   | 19 set 1977 | Nauchnij               | L. V. Zhuravleva                           | —         | MPC                           |
| 3926 Ramirez          | 1978 VQ3   | 7 nov 1978  | Palomar                | E. F. Helin, S. J. Bus                     | —         | MPC                           |
| 3927 Feliciaplatt     | 1981 JA2   | 5 mai 1981  | Palomar                | C. S. Shoemaker, E. M. Shoemaker           | —         | MPC                           |
| 3928 Randa            | 1981 PG    | 4 ago 1981  | Zimmerwald             | P. Wild                                    | —         | MPC                           |
| 3929 Carmelmaria      | 1981 WG9   | 16 nov 1981 | Perth Observatory      | P. Jekabsons                               | —         | MPC                           |
| 3930 Vasilev          | 1982 UV10  | 25 out 1982 | Nauchnij               | L. V. Zhuravleva                           | —         | MPC                           |
| 3931 Batten           | 1984 EN    | 1 mar 1984  | Anderson Mesa          | E. Bowell                                  | —         | MPC                           |
| 3932 Edshay           | 1984 SC5   | 27 set 1984 | Palomar                | M. C. Nolan, C. S. Shoemaker               | —         | MPC                           |
| 3933 Portugal         | 1986 EN4   | 12 mar 1986 | La Silla               | R. M. West                                 | —         | MPC                           |
| 3934 Tove             | 1987 DF1   | 23 fev 1987 | Brorfelde              | P. Jensen, K. Augustesen, H. J. Fogh Olsen | Phocaea   | MPC                           |
| 3935 Toatenmongakkai  | 1987 PB    | 14 ago 1987 | Geisei                 | T. Seki                                    | —         | MPC                           |
| 3936 Elst             | 2321 T-3   | 16 out 1977 | Palomar                | PLS                                        | —         | MPC                           |
| 3937 Bretagnon        | 1932 EO    | 14 mar 1932 | Heidelberg             | K. Reinmuth                                | Brangane  | MPC                           |
| 3938 Chapront         | 1949 PL    | 2 ago 1949  | Heidelberg             | K. Reinmuth                                | —         | MPC                           |
| 3939 Huruhata         | 1953 GO    | 7 abr 1953  | Heidelberg             | K. Reinmuth                                | —         | MPC                           |
| 3940 Larion           | 1973 FE1   | 27 mar 1973 | Nauchnij               | L. V. Zhuravleva                           | —         | MPC                           |
| 3941 Haydn            | 1973 UU5   | 27 out 1973 | Tautenburg Observatory | F. Börngen                                 | —         | MPC                           |
| 3942 Churivannia      | 1977 RH7   | 11 set 1977 | Nauchnij               | N. S. Chernykh                             | —         | MPC                           |
| 3943 Silbermann       | 1981 RG1   | 3 set 1981  | Tautenburg Observatory | F. Börngen                                 | —         | MPC                           |
| 3944 Halliday         | 1981 WP1   | 24 nov 1981 | Anderson Mesa          | E. Bowell                                  | —         | MPC                           |
| 3945 Gerasimenko      | 1982 PL    | 14 ago 1982 | Nauchnij               | N. S. Chernykh                             | —         | MPC                           |
| 3946 Shor             | 1983 EL2   | 5 mar 1983  | Nauchnij               | L. G. Karachkina                           | —         | MPC                           |
| 3947 Swedenborg       | 1983 XD    | 1 dez 1983  | Anderson Mesa          | E. Bowell                                  | —         | MPC                           |
| 3948 Bohr             | 1985 RF    | 15 set 1985 | Brorfelde              | P. Jensen                                  | —         | MPC                           |
| 3949 Mach             | 1985 UL    | 20 out 1985 | Kleť                   | A. Mrkos                                   | —         | MPC                           |
| 3950 Yoshida          | 1986 CH    | 8 fev 1986  | Karasuyama             | S. Inoda, T. Urata                         | Brangane  | MPC                           |
| 3951 Zichichi         | 1986 CK1   | 13 fev 1986 | Bologna                | San Vittore Obs.                           | —         | MPC                           |
| 3952 Russellmark      | 1986 EM2   | 14 mar 1986 | Smolyan                | Bulgarian National Obs.                    | —         | MPC                           |
| 3953 Perth            | 1986 VB6   | 6 nov 1986  | Anderson Mesa          | E. Bowell                                  | —         | MPC                           |
| 3954 Mendelssohn      | 1987 HU    | 24 abr 1987 | Tautenburg Observatory | F. Börngen                                 | —         | MPC                           |
| 3955 Bruckner         | 1988 RF3   | 9 set 1988  | Tautenburg Observatory | F. Börngen                                 | Brangane  | MPC                           |
| 3956 Caspar           | 1988 VL1   | 3 nov 1988  | Brorfelde              | P. Jensen                                  | —         | MPC                           |
| 3957 Sugie            | 1933 OD    | 24 jul 1933 | Heidelberg             | K. Reinmuth                                | —         | MPC                           |
| 3958 Komendantov      | 1953 TC    | 10 out 1953 | Crimea-Simeis          | P. F. Shajn                                | —         | MPC                           |
| 3959 Irwin            | 1954 UN2   | 28 out 1954 | Brooklyn               | Indiana University                         | —         | MPC                           |
| 3960 Chaliubieju      | 1955 BG    | 20 jan 1955 | Nanking                | Purple Mountain Obs.                       | —         | MPC                           |
| 3961 Arthurcox        | 1962 OB    | 31 jul 1962 | Brooklyn               | Indiana University                         | Phocaea   | MPC                           |
| 3962 Valyaev          | 1967 CC    | 8 fev 1967  | Nauchnij               | T. M. Smirnova                             | —         | MPC                           |
| 3963 Paradzhanov      | 1969 TP2   | 8 out 1969  | Nauchnij               | L. I. Chernykh                             | —         | MPC                           |
| 3964 Danilevskij      | 1974 RG1   | 12 set 1974 | Nauchnij               | L. V. Zhuravleva                           | —         | MPC                           |
| 3965 Konopleva        | 1975 VA9   | 8 nov 1975  | Nauchnij               | N. S. Chernykh                             | —         | MPC                           |
| 3966 Cherednichenko   | 1976 SD3   | 24 set 1976 | Nauchnij               | N. S. Chernykh                             | —         | MPC                           |
| 3967 Shekhtelia       | 1976 YW2   | 16 dez 1976 | Nauchnij               | L. I. Chernykh                             | —         | MPC                           |
| 3968 Koptelov         | 1978 TU5   | 8 out 1978  | Nauchnij               | L. I. Chernykh                             | —         | MPC                           |
| 3969 Rossi            | 1978 TQ8   | 9 out 1978  | Nauchnij               | L. V. Zhuravleva                           | —         | MPC                           |
| 3970 Herran           | 1979 ME9   | 28 jun 1979 | Cerro El Roble         | C. Torres                                  | —         | MPC                           |
| 3971 Voronikhin       | 1979 YM8   | 23 dez 1979 | Nauchnij               | L. V. Zhuravleva                           | —         | MPC                           |
| 3972 Richard          | 1981 JD3   | 6 mai 1981  | Palomar                | C. S. Shoemaker                            | —         | MPC                           |
| 3973 Ogilvie          | 1981 UC1   | 30 out 1981 | Socorro                | L. G. Taff                                 | Chloris   | MPC                           |
| 3974 Verveer          | 1982 FS    | 28 mar 1982 | Anderson Mesa          | E. Bowell                                  | Phocaea   | MPC                           |
| 3975 Verdi            | 1982 UR3   | 19 out 1982 | Tautenburg Observatory | F. Börngen                                 | —         | MPC                           |
| 3976 Lise             | 1983 JM    | 6 mai 1983  | Anderson Mesa          | N. G. Thomas                               | —         | MPC                           |
| 3977 Maxine           | 1983 LM    | 14 jun 1983 | Palomar                | C. S. Shoemaker                            | Phocaea   | MPC                           |
| 3978 Klepešta         | 1983 VP1   | 7 nov 1983  | Kleť                   | Z. Vávrová                                 | —         | MPC                           |
| 3979 Brorsen          | 1983 VV1   | 8 nov 1983  | Kleť                   | A. Mrkos                                   | —         | MPC                           |
| 3980 Hviezdoslav      | 1983 XU    | 4 dez 1983  | Kleť                   | A. Mrkos                                   | —         | MPC                           |
| 3981 Stodola          | 1984 BL    | 26 jan 1984 | Kleť                   | A. Mrkos                                   | Themis    | MPC                           |
| 3982 Kastelʹ          | 1984 JP1   | 2 mai 1984  | Nauchnij               | L. G. Karachkina                           | —         | MPC                           |
| 3983 Sakiko           | 1984 SX    | 20 set 1984 | Kleť                   | A. Mrkos                                   | —         | MPC                           |
| 3984 Chacos           | 1984 SB6   | 21 set 1984 | La Silla               | H. Debehogne                               | —         | MPC                           |
| 3985 Raybatson        | 1985 CX    | 12 fev 1985 | Palomar                | C. S. Shoemaker                            | Eos       | MPC                           |
| 3986 Rozhkovskij      | 1985 SF2   | 19 set 1985 | Nauchnij               | N. S. Chernykh                             | —         | MPC                           |
| 3987 Wujek            | 1986 EL1   | 5 mar 1986  | Anderson Mesa          | E. Bowell                                  | —         | MPC                           |
| 3988 Huma             | 1986 LA    | 4 jun 1986  | Palomar                | E. F. Helin                                | —         | MPC                           |
| 3989 Odin             | 1986 RM    | 8 set 1986  | Brorfelde              | P. Jensen                                  | —         | MPC                           |
| 3990 Heimdal          | 1987 SO3   | 25 set 1987 | Brorfelde              | P. Jensen                                  | —         | MPC                           |
| 3991 Basilevsky       | 1987 SW3   | 26 set 1987 | Anderson Mesa          | E. Bowell                                  | —         | MPC                           |
| 3992 Wagner           | 1987 SA7   | 29 set 1987 | Tautenburg Observatory | F. Börngen                                 | Brangane  | MPC                           |
| 3993 Šorm             | 1988 VV5   | 4 nov 1988  | Kleť                   | A. Mrkos                                   | —         | MPC                           |
| 3994 Ayashi           | 1988 XF    | 2 dez 1988  | Ayashi Station         | M. Koishikawa                              | —         | MPC                           |
| 3995 Sakaino          | 1988 XM    | 5 dez 1988  | Chiyoda                | T. Kojima                                  | —         | MPC                           |
| 3996 Fugaku           | 1988 XG1   | 5 dez 1988  | Yorii                  | M. Arai, H. Mori                           | —         | MPC                           |
| 3997 Taga             | 1988 XP1   | 6 dez 1988  | Dynic                  | A. Sugie                                   | —         | MPC                           |
| 3998 Tezuka           | 1989 AB    | 1 jan 1989  | Chiyoda                | T. Kojima                                  | —         | MPC                           |
| 3999 Aristarchus      | 1989 AL    | 5 jan 1989  | Chiyoda                | T. Kojima                                  | —         | MPC                           |
| 4000 Hipparchus       | 1989 AV    | 4 jan 1989  | Kushiro                | S. Ueda, H. Kaneda                         | —         | MPC                           |